# Recife
Recife é um município brasileiro, capital do estado de Pernambuco, localizado na Região Nordeste do país. Com área territorial de aproximadamente 218 km², é formado por uma planície aluvial, tendo as ilhas, penínsulas e manguezais como suas principais características geográficas. Cidade nordestina com o melhor Índice de Desenvolvimento Humano (IDH-M), o Recife é a quarta capital brasileira na hierarquia da gestão federal, após Brasília, Rio de Janeiro e São Paulo, e possui o quinto aglomerado urbano mais populoso do Brasil, com 3,7 milhões de habitantes em 2022, superado apenas pelas concentrações urbanas de São Paulo, Rio de Janeiro, Belo Horizonte, Brasília, Porto Alegre e Fortaleza. A capital pernambucana tem, num raio de 300 km, três capitais estaduais sob sua influência direta: João Pessoa (122 km), Maceió (257 km) e Natal (286 km).
O Recife é a metrópole mais rica do Norte-Nordeste e sétima do Brasil, articulando, em sua região geográfica intermediária, 71 cidades, que somam um PIB de 135 bilhões de reais. Já o município isoladamente detém o décimo terceiro maior PIB do país e o maior PIB per capita entre as capitais nordestinas. A cidade é a nona mais populosa do país, e sua região metropolitana é a sétima do Brasil em população, além de ser a terceira área metropolitana mais densamente habitada do país, atrás apenas de São Paulo e Rio de Janeiro. A capital pernambucana desempenha um forte papel centralizador em seu estado e região: abriga sedes de órgãos e instituições como a Sudene, a Eletrobras Chesf, o Comando Militar do Nordeste, o Cindacta III, o TRF da 5ª Região, dentre muitas outras, e o maior número de consulados estrangeiros fora do eixo Rio-São Paulo, sediando Consulados-Gerais de países como Estados Unidos, China, Alemanha, França e Reino Unido. O município foi eleito por pesquisa da MasterCard Worldwide de 2013 como uma das 65 cidades com economia mais desenvolvida dos mercados emergentes no mundo: apenas cinco cidades brasileiras entraram na lista, tendo o Recife recebido a quarta posição, após São Paulo, Rio de Janeiro e Brasília, e à frente de Curitiba.
Mais antiga entre as capitais estaduais brasileiras, O Recife surgiu como "Ribeira de Mar dos Arrecifes dos Navios" no ano de 1537, na principal área portuária da Capitania de Pernambuco, a mais rica capitania do Brasil Colônia, conhecida em todo o mundo comercial da época graças à cultura da cana-de-açúcar e ao pau-brasil (ou pau-de-pernambuco). No século XVII, a cidade foi por vinte e quatro anos a sede da colônia de Nova Holanda, que teve como um dos administradores o conde Maurício de Nassau. Após a expulsão dos neerlandeses, feita na Insurreição Pernambucana, o Recife emergiu como a cidade mais importante de Pernambuco, tendo uma grande vocação comercial influenciada principalmente pelos comerciantes portugueses, os chamados "mascates". A atual área metropolitana do Recife foi palco de muitos dos primeiros fatos históricos do Novo Mundo: no Cabo de Santo Agostinho ocorreu o descobrimento do Brasil pelo navegador espanhol Vicente Yáñez Pinzón no dia 26 de janeiro de 1500; na Ilha de Itamaracá estabeleceu-se, em 1516, o primeiro "Governador das Partes do Brasil", Pero Capico, que ali construiu o primeiro engenho de açúcar de que se tem notícia na América portuguesa.
Dentre as suas muitas alcunhas atribuídas, "Veneza Brasileira" é a mais conhecida. O romancista francês Albert Camus esteve no Recife em 1949 e comparou a capital pernambucana a outra cidade italiana ao descrevê-la, em seu livro Diário de Viagem, como a "Florença dos Trópicos". O Centro Histórico do Recife — em que pesem as demolições e descaracterizações — representa em conjunto com os sítios históricos de Olinda, Igarassu e dos Guararapes um dos mais valiosos patrimônios barrocos do Brasil. Faz parte da Rede de Cidades Criativas da UNESCO como "Cidade da Música".

## Etimologia
Arrecife é a forma antiga do vocábulo recife, ambos originários do árabe ár-raçif, que significa calçada, caminho pavimentado, linha de escolhos, dique, paredão, cais, molhe. Em sua forma arcaica, “arracefe”, o vocábulo já era utilizado em 1258, segundo registra o dicionarista José Pedro Machado. Assim, o topônimo da atual cidade do Recife resulta do acidente geográfico, cuja designação é registrada pela primeira vez no Diário de Pero Lopes de Souza, que denominou o seu porto natural de “Barra dos Arrecifes” (1532), e no chamado Foral de Olinda (1537), no qual o primeiro donatário, Duarte Coelho, nomeia-o “ribeiro do mar dos Arrecifes dos Navios”. No mapa do cartógrafo João Teixeira Albernaz (1618) o local encontra-se registrado  como  “Lugar do Recife”, menção certa aos primórdios da antiga povoação, depois chamada Vila de Santo Antônio do Recife (1709) e, finalmente, cidade do Recife (1823).

### O Recife, sim! Recife, não.
Geralmente, o nome do município dentro de frases é antecedido de artigo masculino, como acontece com os municípios do Rio de Janeiro, do Crato, do Cabo de Santo Agostinho e outros. 
A esse respeito, muitos intelectuais recifenses e pernambucanos já se pronunciaram, entre eles Gilberto Freyre, em seu livro "O Recife, sim! Recife, não!", e Edmir Domingues, no seu poema Didaktikós, incluído no seu livro O Domador de Palavras
Sobre a posição correta do artigo masculino antes do topônimo "Recife", assim se pronunciou o historiador pernambucano José Antônio Gonsalves de Mello: "Porque se originou de um acidente geográfico - o recife ou o arrecife - a designação do Recife não prescinde do artigo definido masculino: o Recife e nunca Recife. 
Assim se referem os vários escritores e poetas recifenses, tais como Manuel Bandeira, Carlos Pena Filho, João Cabral de Melo Neto, Ascenso Ferreira, Mauro Mota, Joaquim Cardozo, Antonio Maria e outros. 
Por outro lado, os escritores radicados no Sudeste ou no Sul do Brasil não fazem assim, como o gramático (não recifense)  Napoleão Mendes de Almeida, que afirma, em longo arrazoado, que não se deve usar o artigo definido para fazer referência à cidade, mas apenas ao bairro homônimo: "o bairro do Recife na cidade de Recife".

## História

### Primeiros povos e colonização portuguesa
Por volta do ano 1000, os índios tapuias que ocupavam a região da atual cidade do Recife foram expulsos para o interior do continente por povos tupis procedentes da Amazônia. Quando os europeus chegaram à região, no século XVI, ela era ocupada pelo povo tupi dos caetés.
A atual área metropolitana do Recife foi palco de muitos dos primeiros fatos históricos do Novo Mundo: no Cabo de Santo Agostinho ocorreu o descobrimento pré-cabralino do Brasil pelo navegador espanhol Vicente Yáñez Pinzón, no dia 26 de janeiro de 1500; e na Ilha de Itamaracá estabeleceu-se, em 1516, o primeiro "Governador das Partes do Brasil", Pero Capico, que ali construiu o primeiro engenho de açúcar de que se tem notícia na América portuguesa.
O atual município do Recife tem sua origem intimamente ligada ao município de Olinda. No foral (carta de direitos feudais) de Olinda, concedido por Duarte Coelho em 1537, há uma referência ao "Arrecife dos navios", um lugarejo habitado por mareantes e pescadores. O Recife permaneceu português até a independência do Brasil, com a exceção de um período de ocupação holandesa.
Durante os anos anteriores à invasão da Companhia Holandesa das Índias Ocidentais, o povoado do Recife existiu apenas em função do porto e à sombra da sede Olinda, local que a aristocracia escolheu para residir devido à sua localização elevada, que facilitava a defesa. Ergueram-se fortificações e paliçadas em defesa do povoado e do porto do Recife, todas elas voltadas para o mar. Os temores voltavam-se para o oceano por conta dos constantes ataques ao litoral da América Portuguesa pela navegação de corso e pirataria, uma vez que Pernambuco era o centro da economia colonial.

### Saque do Recife (1595)

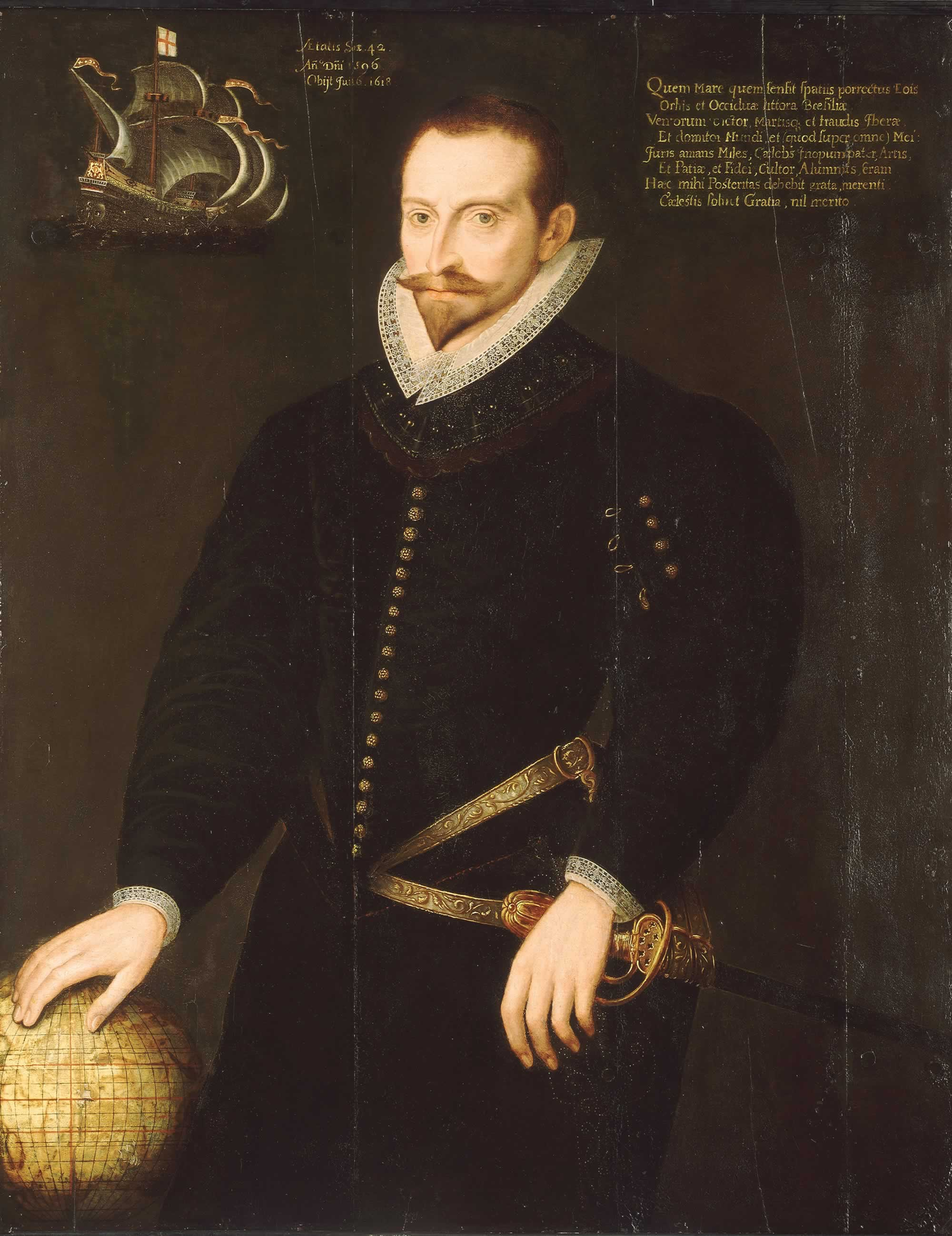
O corsário inglês James Lancaster saqueou o Recife com o auxílio de holandeses, durante a Guerra Anglo-Espanhola.

O Saque do Recife, também conhecido como "Expedição Pernambucana de Lancaster", foi um episódio da Guerra Anglo-Espanhola ocorrido em 1595 no porto do Recife. Liderada pelo almirante inglês James Lancaster, foi a única expedição de corso da Inglaterra que teve como objetivo principal o Brasil e representou o mais rico butim da história da navegação de corso do período elisabetano.
Poucos anos após derrotarem a Invencível Armada espanhola, em 1588, os ingleses tiveram acesso a manuscritos portugueses e espanhóis que detalhavam a costa do Brasil. Um deles, de autoria do mercador português Lopes Vaz, veio a ser publicado em inglês e enfatizava as qualidades da rica vila de Olinda ao dizer que "Pernambuco é a mais importante cidade de toda aquela costa". A expedição de James Lancaster saiu de Blackwall, na Grande Londres, em outubro de 1594, e navegou através do Atlântico capturando numerosos navios antes de atingir Pernambuco. Ao chegar, Lancaster tomou o porto do Recife e nele permaneceu por quase um mês, derrotando uma série de contra-ataques portugueses antes de sair. O montante de açúcar, pau-brasil, algodão e mercadorias de alto preço saqueado foi robusto, obrigando-o a fretar navios holandeses e franceses que lá estavam para levar as mercadorias para a Inglaterra.
Após a visita de Lancaster, a Capitania de Pernambuco organizou duas companhias armadas para a defesa da região, cada uma delas com 220 mosqueteiros e arcabuzeiros, uma sediada em Olinda e outra no Recife. Anos mais tarde, até meados de 1626, o então governador Matias de Albuquerque procurou estabelecer posições fortificadas no porto do Recife a fim de que se pudesse dissuadir a Companhia Holandesa das Índias Ocidentais da ideia empreendida na Bahia em 1624.

### Invasão holandesa (1630-1654)
Em 1630, a Companhia Holandesa das Índias Ocidentais invade a Capitania de Pernambuco, então a mais rica capitania do Brasil Colônia e maior produtora de açúcar do mundo. No Recife, foi iniciada a construção de Mauritsstad (Cidade Maurícia, ou Mauriceia), a capital do Brasil Holandês durante 24 anos, que foi governada de 1637 a 1644 pelo conde alemão (a serviço da coroa holandesa) Maurício de Nassau. O império holandês na América era composto na época por uma cadeia de fortalezas que iam do Ceará à embocadura do rio São Francisco, ao sul de Alagoas. Os holandeses também possuíam uma série de feitorias na Costa da Mina e em Angola, situadas no outro lado do Atlântico, o que lhes dava controle sobre o açúcar e o tráfico negreiro, administradas pela Companhia das Índias Ocidentais.
O conde desembarcou na Nieuw Holland, a Nova Holanda, em 1637, acompanhado por uma equipe de arquitetos e engenheiros. Nesse ponto, começa a construção de Mauritsstad, que foi dotada de pontes, diques e canais para vencer as condições geográficas locais. O arquiteto Pieter Post foi o responsável pelo traçado da nova cidade e de edifícios como o Palácio de Friburgo, sede do poder de Nassau na Nova Holanda, que tinha um observatório astronômico — o primeiro do Hemisfério Sul —, e abrigou o primeiro farol e o primeiro jardim zoobotânico do continente americano.
Maurício de Nassau realizou uma política de tolerância religiosa frente aos católicos e calvinistas. Além disso, permitiu a migração de judeus ao Recife e a criação de uma sinagoga, a Kahal Zur Israel, inaugurada em 1642 e considerada o primeiro templo judaico da América. Nassau era também um entusiasta da ciência e das belas-artes. Ao embarcar para o Brasil, trouxe uma plêiade de naturalistas e pintores para retratar e estudar a novo continente. Entre estes, merecem destaque os pintores Frans Post e Albert Eckhout, que retrataram as paisagens e os habitantes locais; e o médico Willem Piso e o naturalista Georg Marggraf, que estudaram a fauna e a flora, a farmacopeia local e as doenças tropicais. Durante o seu governo, o Recife foi a mais cosmopolita cidade de toda a América. Ele retornou à Holanda em 1644, demitido devido a desentendimentos com as autoridades da Companhia, que não se contentaram com o nível de lucros das possessões brasileiras.
Durante a ocupação holandesa foram cunhadas, no Recife, as primeiras moedas em solo brasileiro: os florins (ouro) e os soldos (prata), que continham a palavra Brasil.

#### Insurreição Pernambucana (1645-1654)
Os novos governantes holandeses, que vieram depois da Nassau, entraram em conflito com a população local. Descontentes com a situação, 18 líderes insurretos pernambucanos assinaram compromisso para lutar contra o domínio holandês na capitania, depois de uma reunião no Engenho de São João, em 15 de maio de 1645. Com o acordo assinado, foi iniciado o contra-ataque à invasão holandesa, que durava mais de dez anos naquela altura. A primeira vitória importante dos insurgentes aconteceu no Monte das Tabocas (hoje localizado no município de Vitória de Santo Antão), onde 1.200 insurretos mazombos armados de armas de fogo, foices, paus e flechas derrotaram numa emboscada 1.900 holandeses bem armados e bem treinados. O sucesso deu ao líder do movimento, Antônio Dias Cardoso, o apelido de Mestre das Emboscadas. Com a chegada gradativa de reforços portugueses, os holandeses por fim foram expulsos em 1654, na segunda Batalha dos Guararapes. A data da primeira das Batalhas dos Guararapes é considerada a origem do Exército Brasileiro.
Tomada a colônia holandesa, os judeus receberam um prazo de três meses para partir ou se converter ao catolicismo. Com medo da fogueira da Inquisição, quase todos venderam o que tinham e deixaram o Recife em 16 navios. Parte da comunidade judaica expulsa de Pernambuco fugiu para Amsterdã e outra parte se estabeleceu em Nova Iorque. A economia açucareira local passou então a enfrentar a competição das Antilhas Holandesas, para onde os holandeses levaram a tecnologia da produção de açúcar.
Devido à Primeira Guerra Anglo-Neerlandesa, a República Holandesa não conseguiu auxiliar os holandeses em território brasileiro. Com o fim da guerra contra os ingleses, a Holanda exige a devolução da colônia em maio de 1654. Sob ameaça de uma nova invasão do Nordeste brasileiro, Portugal firma acordo com os holandeses e os indeniza com 4 milhões de cruzados e duas colônias: o Ceilão (atual Sri Lanka) e as ilhas Molucas (parte da atual Indonésia). Em 6 de agosto de 1661, a Holanda cede formalmente a região ao Império Português através da Paz de Haia.

### Revoltas e revoluções em Pernambuco (séculos XVII ao XIX)

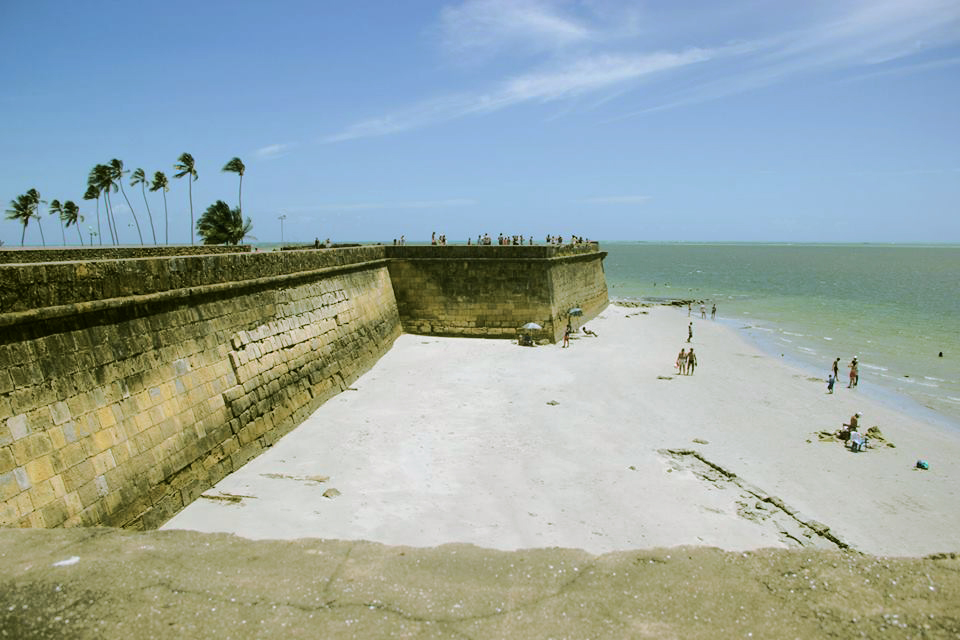
Forte Orange, uma das fortalezas ocupadas pelos insurretos da Revolução Pernambucana.

Com o término da Insurreição Pernambucana, a Capitania de Pernambuco lutava por reconstruir Recife e Olinda, ambas destruídas com as lutas contra os invasores holandeses. É nesse cenário que se inicia uma outra etapa da história recifense, marcada por diversos episódios de relevo na história do Brasil. Entre a segunda metade do período de dominação portuguesa e o período imperial, a cabeça de Zumbi dos Palmares (cortada após sua morte) foi exposta em praça pública no Recife e ocorreram importantes movimentos na atual capital pernambucana, como a Conjuração de "Nosso Pai", a Guerra dos Mascates, a Revolução Pernambucana, a Convenção de Beberibe, a Confederação do Equador e a Revolução Praieira.
Em 6 de março de 1817 eclodiu no Recife a chamada Revolução Pernambucana, também conhecida como "Revolução dos Padres". Dentre as suas causas, destacam-se a influência das ideias iluministas propagadas pelas sociedades maçônicas, o absolutismo monárquico português e os enormes gastos da Família Real e seu séquito recém-chegados ao Brasil. Tendo conseguido dominar o Governo Provincial, se apossaram do tesouro da província, instalaram um governo provisório e proclamaram a República. A repressão ao movimento foi sangrenta: muitos revoltosos foram arcabuzados ou enforcados com seus corpos esquartejados depois de mortos, enquanto outros morreram na prisão. Também em retaliação, foi desmembrada de Pernambuco, com sanção de Dom João VI, a Comarca das Alagoas, cujos proprietários rurais haviam se mantido fiéis à Coroa, e como recompensa, puderam formar uma capitania independente. Os revolucionários, oriundos de várias partes da colônia, tinham como objetivo principal a conquista da independência do Brasil em relação a Portugal, com a implantação de uma república liberal. O movimento abalou a confiança na construção do império americano sonhado por Dom João, e por este motivo é considerado o precursor da independência conquistada em 1822. Em 1821, Pernambuco tornou-se a primeira província brasileira a se separar do Reino de Portugal, onze meses antes da proclamação da Independência do Brasil pelo Príncipe Dom Pedro de Orleans e Bragança, durante a Convenção de Beberibe.
Em 1824, a Confederação do Equador, um movimento revolucionário, de caráter separatista e republicano, surgiu em Pernambuco e representou a principal reação contra a tendência absolutista e a política centralizadora do governo de Dom Pedro I (1822-1831), esboçada na Carta Outorgada de 1824, a primeira Constituição do país. Pernambuco esperava que a primeira Constituição do Império seria do tipo federalista, e daria autonomia para as províncias resolverem suas questões. Como punição a Pernambuco, Dom Pedro I determinou, através de decreto de 7 de julho de 1824, o desligamento do extenso território da Comarca do Rio de São Francisco (atual Oeste Baiano), passando-o, inicialmente, para Minas Gerais e, depois, para a Bahia.
Entre 1848 e 1850, Pernambuco voltaria a rebelar-se durante Revolução Praieira, um movimento de caráter liberal e separatista ocorrido na província entre os anos de 1848 e 1850, a última das revoltas provinciais do Império do Brasil. O governo brasileiro interveio e pôs fim à maior insurreição ocorrida no Segundo Reinado. A derrota do movimento representou uma demonstração de força do governo de Dom Pedro II (1840-1889).

### Século XX à atualidade
No início do século XX, o Recife era ainda uma cidade muito influente: só perdia em importância político-econômica para o Rio de Janeiro. Iniciou-se então um período de agitação cultural, e a Belle Époque mostrou a busca de novas linguagens para traduzir as velozes mudanças trazidas pelas novas técnicas. Nos anos 1910, a cidade pretendia tornar-se moderna através da reforma do porto e construção de largas avenidas, sem preocupação com a preservação dos edifícios históricos, muitos dos quais completamente demolidos. Como em todo o Brasil, o modernismo não afetou as graves diferenças sociais. Os recifenses tinham até os meados do século uma forte influência cultural francesa.
Nos anos 1920, o presidente (hoje governador) do estado de Pernambuco, Sérgio Loreto, realiza mudanças no espaço urbano do Recife, com a construção das avenidas da Ligação (hoje Avenida Herculano Bandeira) e Beira-Mar (atual Avenida Boa Viagem), que permitiram uma ligação entre o centro da cidade e a praia de Boa Viagem, na época pouco habitada e apenas uma pequena colônia de pescadores. Loreto também construiu a praça do Derby, com o quartel do comando-geral da Polícia Militar de Pernambuco à frente, e a atual sede do poder judiciário estadual, o Tribunal de Justiça de Pernambuco, que fora concluído somente em 1930 na gestão de Estácio Coimbra. Antes, em 1928, Recife ganha o seu primeiro arranha-céu, o Hotel Central, com oito pavimentos que, por muitos anos, foi o edifício mais alto da cidade.
No dia 26 de julho de 1930, o ex-candidato a vice-presidente na chapa derrotado nas eleições presidenciais daquele ano na chapa de Getúlio Vargas, o advogado e político paraibano João Pessoa Cavalcanti de Albuquerque, foi assassinado por João Duarte Dantas na Confeitaria Glória, na Rua Nova. O crime foi um dos estopins da Revolução de 1930, que pôs fim à República Velha. A via passaria a ser denominada de Rua João Pessoa, voltando à denominação original em 1937. No local do crime, o governo de Pernambuco instalou uma placa, com os seguintes dizeres:
Neste prédio tombou assassinado em 26-7-1930 o grande brasileiro dr. João Pessoa Cavalcanti de Albuquerque, presidente do Estado da Paraíba. Homenagem do Governo e do Povo de Pernambuco. Em 29-7-1931.
Em 24 de novembro de 1935, eclode na cidade a Intentona Comunista, quando civis sublevaram o 29º Batalhão de Caçadores, na Vila Militar de Socorro, em Jaboatão dos Guararapes, e marcharam em direção ao Recife onde, no Largo da Paz em Afogados, entraram em confronto com a Polícia Militar por quase 24 horas. O levante também teve outros dois focos: o quartel da 7.ª Região Militar do Exército Brasileiro e a cidade de Olinda. No dia seguinte, com a chegada de tropas vindas da Paraíba e de Alagoas, o movimento perdeu força, com a prisão dos principais líderes da revolta e de alguns dos seus simpatizantes.
Em 1938, no bairro Santo Antônio, surge o Grande Hotel (hoje sede do Fórum Thomaz de Aquino), projetado pelo arquiteto Giácomo Palumbo e de propriedade do empresário Alberto Quatrini Bianchi, que logo se tornara o hotel mais luxuoso do Recife, funcionando também como cassino até 1946. Em 30 de agosto de 1939, o prefeito Novais Filho e o governador Agamenon Magalhães inauguram o Parque 13 de Maio, que sediaria o III Congresso Eucarístico Nacional entre os dias 3 e 7 de setembro de 1939. Em 1940, Recife chega a 348 424 habitantes. Aquela década seria marcadas pela valorização do solo nas áreas centrais da cidade, com o aterramento de áreas planas e a erradicação dos mocambos locais, levando a população mais carente a migrar para áreas de morros nas zona norte (Casa Amarela) e sul (Ibura e Jordão).
Com a saída de Novais Filho, que se elegera senador por Pernambuco, o Recife passaria por sucessivas nomeações de prefeitos, que só acabaria em 1955, quando ocorreu a primeira eleição direta da história da cidade, sendo eleito o candidato Pelópidas Silveira, com mais de dois terços dos votos válidos. Dois anos depois, Boa Viagem ganhou seu primeiro arranha-céu, o Edifício Holiday, em formato de meia-lua, que se tornou um dos marcos da arquitetura moderna no Recife.
Pelópidas seria eleito novamente em 1963, estando à frente da prefeitura por poucos meses e foi preso em 2 de abril de 1964, logo após o início do regime militar no Brasil, tendo seu mandato sido cassado. Seu vice, Augusto Lucena, assume o cargo. Foi em sua primeira gestão que surgiram algumas das principais avenidas da cidade, entre elas a Abdias de Carvalho, Agamenon Magalhães, Domingos Ferreira e o Cais José Estelita. Em 30 de maio de 1966, o Recife foi palco de uma grande enchente, quando as águas dos rios Beberibe e Capibaribe subiram muito e deixaram a Avenida Caxangá totalmente inundada. Em 25 de julho do mesmo ano, o Aeroporto dos Guararapes foi alvo de um atentado terrorista, cujo alvo era o presidente Costa e Silva, que não foi atingido.

Recife em 1969

Por força do Ato Institucional Número Cinco, a partir de 1969 o Recife volta a ter seus prefeitos nomeados pelo governador do estado. O primeiro deles foi Geraldo Magalhães Melo, que esteve à frente da prefeitura por quase dois anos e, nesse período, urbanizou a orla de Boa Viagem e construiu os atuais viadutos da Avenida João de Barros e das Cinco Pontas. Em 1971, volta à prefeitura Augusto Lucena, nomeado pelo governador Nilo Coelho. Em sua nova passagem pelo executivo, foi prolongada a Avenida Dantas Barreto, que foi possível com a polêmica demolição da bissecular Igreja de Bom Jesus dos Martírios, datada do final do século XVIII. Em julho de 1975, a cidade enfrentou a maior enchente de sua história, que inundou cerca de 80% do perímetro urbano.
Durante o regime militar, também administraram a cidade Antônio Farias (1975-1979), Gustavo Krause (1979-1982), Jorge Cavalcante (1983-1985) e Joaquim Francisco (1983-1985). Somente em 1985, a cidade voltaria a ter eleições diretas para prefeito, sendo eleito o candidato Jarbas Vasconcelos, que administrou a cidade até 1988, sendo sucedido pelo ex-prefeito Joaquim Francisco (1989-1990), depois Gilberto Marques (1990-1992), novamente Jarbas Vasconcelos (1993-1996) e Roberto Magalhães (1997-2000), irmão do ex-governador Gilberto Magalhães.
No final de 2000, ano das comemorações dos quinhentos anos do descobrimento do Brasil, Recife ganha o Parque das Esculturas Francisco Brennand, onde fica a Torre de Cristal, com 32 metros de altura, e várias outras esculturas produzidas pelo artista plástico recifense Francisco Brennand. Nas eleições daquele ano, saiu vitoroso o candidato João Paulo Lima, que venceu o prefeito Roberto Magalhães e foi reeleito em 2004, administrando a cidade até 2008, quando foi eleito o candidato João da Costa, que por sua vez esteve à frente da prefeitura até 2012. Geraldo Júlio administrou o Recife de 2013 a 2020 e, desde 2021, ocupa o cargo de prefeito João Campos, filho do ex-governador de Pernambuco Eduardo Campos, reeleito em 2024 com quase 80% dos votos válidos. Em 2022, Recife e região metropolitana foram atingidos pela maior enchente desde 1975.

## Geografia
O Recife é a capital do sétimo estado mais populoso do Brasil, Pernambuco, situando-se próximo ao paralelo 8º04'03'' sul e do meridiano 34º55'00'' oeste. Ocupa uma área de 218,843 quilômetros quadrados. Sede da Região Metropolitana do Recife (RMR), a capital pernambucana possui a quarta maior rede urbana do Brasil em população, com área de influência direta que abrange os estados de Alagoas, Paraíba, Pernambuco e Rio Grande do Norte (este último junto com Fortaleza), avançando ainda sobre o norte da Bahia (junto com Salvador).
De acordo com a divisão regional vigente desde 2017, instituída pelo IBGE, o município pertence às Regiões Geográficas Intermediária e Imediata do Recife. Até então, com a vigência das divisões em microrregiões e mesorregiões, fazia parte da microrregião do Recife, que por sua vez estava incluída na mesorregião Metropolitana do Recife.
O Recife faz divisas com os municípios de Jaboatão dos Guararapes a sul e oeste, São Lourenço da Mata e Camaragibe a oeste, Paulista e Olinda a oeste e norte.

### Geologia e relevo
A cidade do Recife está situada sobre uma planície aluvional (fluviomarinha), constituída por ilhas, penínsulas, alagados e manguezais envolvidos por cinco rios: Beberibe, Capibaribe, Tejipió e braços do Jaboatão e do Pirapama, conferindo-lhe características peculiares. Essa planície é circundada por colinas em arco que se estendem do norte ao sul, de Olinda até Jaboatão.
A altitude média em relação ao nível do mar é de quatro metros, sendo a cidade mais baixa do Brasil. Sua área territorial é composta de 67,43% de morros, 23,26% de planícies, 9,31% de áreas alagadas (aquáticas) e 5,58% de zonas especiais de preservação ambiental (ZEPA).
Os limites da cidade são: ao sul, morros com altitudes variadas, a exemplo do Morro dos Guararapes, que se prolongam desde Jaboatão dos Guararapes até Olinda; a leste, o litoral, que é guarnecido por extensos cordões de arenito (arrecifes); e a oeste, os municípios de Camaragibe e São Lourenço da Mata.

### Hidrografia
O Recife é conhecido como "Veneza Brasileira" graças à semelhança fluvial de sua área mais central com a cidade europeia de Veneza. Cercado por rios e cortado por pontes, é cheio de ilhas e mangues. Na cidade acontece o encontro dos rios Beberibe e Capibaribe que deságuam no Oceano Atlântico. O município conta com dezenas de pontes, entre elas a mais antiga da América Latina, a Ponte Maurício de Nassau.
Na vasta rede de rios e canais da metrópole pernambucana se destacam as bacias dos rios Capibaribe, Beberibe, Tejipió e um sistema de drenagem composto por uma série de cursos d’água secundários ou canais, afluentes ou interligados à drenagem principal. Sua malha hídrica é composta por cursos d’água como os rios Moxotó, Jangadinha, Jiquiá e Jordão, além de diversos canais, e recebe ainda a contribuição do rio Capibaribe pelo seu "braço morto", e também de corpos d’água de expressão em áreas como a Lagoa do Araçá, o Açude da Várzea e o Açude Jangadinha.

### Clima
O Recife tem um clima tropical úmido (tipo As' na classificação climática de Köppen-Geiger), típico do litoral leste nordestino, apresentando elevada umidade relativa do ar (URA), precipitações abundantes na maior parte do ano e baixas amplitudes térmicas. As temperaturas mais elevadas são registradas nos meses de verão, passando dos 30 °C, com muito sol, enquanto as menores normalmente ocorrem em julho e agosto, com muita nebulosidade e precipitação, chegando a baixar para 20 °C ou menos. O grande número de arranha-céus no Recife, a formação de ilhas de calor é comum, o que contribui para consideráveis diferenças de temperatura entre diferentes regiões da cidade, sendo Boa Viagem o bairro mais afetado por este fenômeno.
| Maiores acumulados de precipitação em 24 horas registrados no Recife por meses (INMET/ANA) | Maiores acumulados de precipitação em 24 horas registrados no Recife por meses (INMET/ANA) | Maiores acumulados de precipitação em 24 horas registrados no Recife por meses (INMET/ANA) | Maiores acumulados de precipitação em 24 horas registrados no Recife por meses (INMET/ANA) | Maiores acumulados de precipitação em 24 horas registrados no Recife por meses (INMET/ANA) | Maiores acumulados de precipitação em 24 horas registrados no Recife por meses (INMET/ANA) |
| Mês                                                                                        | Acumulado                                                                                  | Data                                                                                       | Mês                                                                                        | Acumulado                                                                                  | Data                                                                                       |
| ------------------------------------------------------------------------------------------ | ------------------------------------------------------------------------------------------ | ------------------------------------------------------------------------------------------ | ------------------------------------------------------------------------------------------ | ------------------------------------------------------------------------------------------ | ------------------------------------------------------------------------------------------ |
| Janeiro                                                                                    | 117 mm                                                                                     | 07/01/2000                                                                                 | Julho                                                                                      | 176,4 mm                                                                                   | 29/07/1990                                                                                 |
| Fevereiro                                                                                  | 183,4 mm                                                                                   | 06/02/2025                                                                                 | Agosto                                                                                     | 335,8 mm                                                                                   | 11/08/1970                                                                                 |
| Março                                                                                      | 145,7 mm                                                                                   | 19/03/2003                                                                                 | Setembro                                                                                   | 108,9 mm                                                                                   | 17/09/2000                                                                                 |
| Abril                                                                                      | 165,3 mm                                                                                   | 22/04/1973                                                                                 | Outubro                                                                                    | 86,8 mm                                                                                    | 14/10/1976                                                                                 |
| Maio                                                                                       | 235 mm                                                                                     | 24/05/1986                                                                                 | Novembro                                                                                   | 48,2 mm                                                                                    | 24/11/1980                                                                                 |
| Junho                                                                                      | 176,4 mm                                                                                   | 12/06/1965                                                                                 | Dezembro                                                                                   | 141,1 mm                                                                                   | 06/12/2005                                                                                 |
| Período: 01/03/1961-presente                                                               |                                                                                            |                                                                                            |                                                                                            |                                                                                            |                                                                                            |

O tempo médio de insolação é superior a 2 500 horas/ano e o índice pluviométrico anual ultrapassa 2 000 milímetros (mm), concentrados entre abril e julho, sendo o pico normalmente observado no mês de junho. As precipitações acontecem sob a forma de chuvas, que podem vir acompanhadas de raios e trovoadas e serem de forte intensidade, muitas vezes ocasionando em alagamentos. A maior enchente da história do Recife ocorreu em julho de 1975.
Nevoeiros são mais comuns nos meses mais úmidos, sendo que um dos mais densos deles ocorreu no dia 30 de outubro de 1998, quando a cidade amanheceu cinzenta devido a uma inversão térmica.  Por vezes podem ser registrados episódios de ventania, com fortes rajadas de vento e, embora incomuns, chegadas de frentes frias também podem acontecer.
Segundo dados do Instituto Nacional de Meteorologia (INMET), referentes ao período de 1961 a 2021, e da Agência Nacional de Águas e Saneamento Básico (ANA), desde 2000, o maior acumulado de precipitação em 24 horas registrado no Recife alcançou 335,8 mm em 11 de agosto de 1970, seguido por 237,4 mm em 1º de agosto de 2000, 235 mm em 24 de maio de 1986 e 208,5 mm em 29 de maio de 1966. Maio de 2022, com 824,5 mm, é o mês de maior precipitação, conforme dados da ANA, superando os 770,4 mm em abril de 1973 pelo INMET. Pelo INMET, a menor temperatura registrada na capital pernambucana foi de 15 °C nos dias 2 de setembro de 1965 e 4 de agosto de 1999 e a maior atingiu 35,1 °C em 21 de março de 1988.
| Dados climatológicos para o Recife                                                               | Dados climatológicos para o Recife | Dados climatológicos para o Recife | Dados climatológicos para o Recife | Dados climatológicos para o Recife | Dados climatológicos para o Recife | Dados climatológicos para o Recife | Dados climatológicos para o Recife | Dados climatológicos para o Recife | Dados climatológicos para o Recife | Dados climatológicos para o Recife | Dados climatológicos para o Recife | Dados climatológicos para o Recife | Dados climatológicos para o Recife |
| Mês                                                                                              | Jan                                | Fev                                | Mar                                | Abr                                | Mai                                | Jun                                | Jul                                | Ago                                | Set                                | Out                                | Nov                                | Dez                                | Ano                                |
| ------------------------------------------------------------------------------------------------ | ---------------------------------- | ---------------------------------- | ---------------------------------- | ---------------------------------- | ---------------------------------- | ---------------------------------- | ---------------------------------- | ---------------------------------- | ---------------------------------- | ---------------------------------- | ---------------------------------- | ---------------------------------- | ---------------------------------- |
| Temperatura máxima recorde (°C)                                                                  | 34,7                               | 34,4                               | 35,1                               | 34,1                               | 33,2                               | 32,3                               | 33,1                               | 32,2                               | 32,7                               | 33,3                               | 34,5                               | 34,5                               | 35,1                               |
| Temperatura máxima média (°C)                                                                    | 30,8                               | 31                                 | 30,9                               | 30,4                               | 29,6                               | 28,5                               | 27,9                               | 27,9                               | 28,6                               | 29,6                               | 30,4                               | 30,8                               | 29,7                               |
| Temperatura média compensada (°C)                                                                | 27,1                               | 27,3                               | 27,2                               | 26,6                               | 25,8                               | 24,8                               | 24,2                               | 24,2                               | 25,2                               | 26,1                               | 26,7                               | 27,1                               | 26                                 |
| Temperatura mínima média (°C)                                                                    | 23,1                               | 23,3                               | 23,2                               | 22,8                               | 22,3                               | 21,5                               | 21                                 | 20,7                               | 21,5                               | 22,4                               | 22,8                               | 23                                 | 22,3                               |
| Temperatura mínima recorde (°C)                                                                  | 16,8                               | 17,8                               | 17,9                               | 17,1                               | 16,9                               | 17,1                               | 16                                 | 15                                 | 15                                 | 16                                 | 16,7                               | 16,4                               | 15                                 |
| Precipitação (mm)                                                                                | 106,6                              | 127                                | 197,2                              | 268,9                              | 317,1                              | 390,5                              | 314,8                              | 186,7                              | 93,3                               | 52,8                               | 39                                 | 61,6                               | 2 155,5                            |
| Dias com precipitação (≥ 1 mm)                                                                   | 11                                 | 11                                 | 15                                 | 17                                 | 19                                 | 22                                 | 23                                 | 19                                 | 12                                 | 9                                  | 7                                  | 8                                  | 173                                |
| Umidade relativa compensada (%)                                                                  | 73,5                               | 74,3                               | 76,3                               | 80,1                               | 83,1                               | 84,6                               | 83,9                               | 81                                 | 77                                 | 73,7                               | 71,8                               | 71,9                               | 77,6                               |
| Insolação (h)                                                                                    | 222,5                              | 204,4                              | 220,2                              | 203,6                              | 189,3                              | 164,5                              | 173,6                              | 195,5                              | 207,7                              | 233,2                              | 243,2                              | 244,6                              | 2 502,3                            |
| Fonte: INMET (normal climatológica de 1991-2020; recordes de temperatura: 01/03/1961-12/11/2021) |                                    |                                    |                                    |                                    |                                    |                                    |                                    |                                    |                                    |                                    |                                    |                                    |                                    |

### Parques
O Recife possui remanescentes de Mata Atlântica no seu território.
Várias áreas do município são de manguezal, sendo que as principais encontram-se próximas ao rio Capibaribe, na Zona Sul e na fronteira com Olinda. Com 215 hectares de área, o Parque dos Manguezais, pertencente à Marinha do Brasil, está situado entre os bairros do Pina, Boa Viagem e Imbiribeira, e é banhado pelos rios Jordão e Pina. Trata-se da maior reserva de mangue em área urbana da América e uma das maiores do mundo, da qual fazem parte a Ilha de Deus, a Ilha de São Simão e a Ilha das Cabras.
O Parque Estadual Dois Irmãos é o maior parque do município. Além de parque, é horto, jardim botânico, zoológico e reserva ambiental. Como um parque, Dois Irmãos oferece uma variedade de diversões e lazer para adultos e crianças incentivando o interesse em conservação do ambiente. De seus 384,42 hectares, 350,10 são de reserva ambiental. O parque e a reserva são separados por arames, e os animais da reserva não podem ser mantidos em cativeiro pelo zoológico.
A Mata do Engenho Uchoa, na Zona Sul, refúgio de vida silvestre de 20 hectares, no nível estadual, e Área de Proteção Ambiental de 192 hectares, no municipal, é protegida por lei pelo estado de Pernambuco. Dos 192 hectares, 60 são de manguezal, que pertencem à União. É considerada a mais abrangente unidade de conservação do Recife. Decretada de utilidade pública em 2002, a área da Mata do Engenho Uchoa nunca foi desapropriada porque os proprietários contestaram o valor da indenização. É a única área em Pernambuco que possui os três ecossistemas: mangue, restinga e Mata Atlântica.
O Parque da Jaqueira, localizado no bairro homônimo, área nobre e residencial do Recife, foi inaugurado em 1985, e reúne dois espaços distintos: o do sítio histórico, onde se localiza a Capela de Nossa Senhora da Conceição (Capelinha da Jaqueira), e a parte destinada à prática de esportes, às atividades culturais e contemplativas. A capela foi tombada e restaurada na década de 1970, sendo emoldurada por um jardim de Burle Marx. O parque possui pistas de cooper (1.000 m), patinação (600 m) e bicicross (400 m), ciclovia (1.100 m) e instalações de apoio aos usuários.
O Parque 13 de Maio, localizado entre as ruas da Saudade, João Lira, Princesa Isabel e do Hospício, na Boa Vista, possui pista de cooper, pequeno zoológico, parque infantil e vários monumentos. Em seu entorno estão alguns prédios centenários, como o da Faculdade de Direito do Recife (a primeira do país) e a sede da Câmara de Vereadores. Teve sua construção iniciada em 1892, na gestão do governador Alexandre José Barbosa Lima. Em 1939, foi transformado em parque pelo então prefeito Antônio Novaes Filho.
O Parque das Esculturas Francisco Brennand, situado no molhe do bairro do Recife, de frente à Praça do Marco Zero, foi inaugurado em dezembro de 2000. O espaço foi criado em comemoração aos 500 anos do descobrimento do Brasil, em realização ao projeto da prefeitura do Recife "Eu vi o Mundo... Ele começava no Recife". O museu ao ar livre abriga 90 obras que retratam mistérios do artista plástico pernambucano Francisco Brennand. No local, podem-se observar diversos monumentos de cerâmica, como as sereias, e várias esculturas em bronze, como os pelicanos. O destaque do ambiente é a "Torre de Cristal", uma torre de 32 metros de altura composta por argila e bronze.
Outros parques muito frequentados são o Jardim Botânico do Recife, o Parque Santana, o Sítio Trindade e o Parque Dona Lindu.

### Problemas ambientais
O Recife foi a terceira cidade da América do Sul a ter rede coletora de esgoto sanitário, após Montevidéu e Rio de Janeiro, porém, nos dias atuais, parte significativa de sua população vive em condições ambientais insalubres, o que repercute na qualidade de vida, sobretudo para aqueles que habitam as áreas pobres da cidade. Em 2010, a proporção de domicílios com saneamento básico adequado, ou seja, o percentual de domicílios do Recife com abastecimento de água por rede geral, esgotamento sanitário por rede geral ou fossa séptica e lixo coletado direta ou indiretamente, era de 59,8%, um aumento de exatos 10% em comparação ao percentual registrado em 2000. A proporção de domicílios com saneamento semiadequado (entende-se por saneamento básico semiadequado a presença de pelo menos uma forma de saneamento considerada adequada) era de 39,9%, contra 49,3% registrados em 2000. O percentual de domicílios em que todas as formas de saneamento foram consideradas inadequadas foi de 0,4%, ante 0,9% em 2000.
As características peculiares da cidade quanto à sua geomorfologia, aliadas a um processo de urbanização realizado às custas da ocupação do espaço natural das águas, apontam para uma crescente dificuldade de escoamento das águas pluviais. Esta circunstância sobrecarrega as estruturas do sistema de drenagem e provoca, em muitos casos, inundações indesejáveis, às vezes permanentes, nas áreas mais baixas. A efetividade desse sistema de macrodrenagem é ainda diminuída pela deficiência do sistema de microdrenagem a montante, problemas de assoreamento e deslizamento dos morros e as condições naturais da cidade situada ao nível do mar. No caso das encostas dos morros, a ocupação desordenada e realizada à revelia dos princípios básicos da drenagem, contribuindo para agravar os problemas relativos à macrodrenagem, além de torná-las áreas de risco, sujeitas a desmoronamentos, ameaçando, dessa forma, a vida de seus moradores.
Os principais elementos da problemática dos resíduos sólidos no Recife ainda são o alto custo da coleta e destinação final, que fica em um aterro no bairro de Candeias, em Jaboatão dos Guararapes. A gestão do aterro é compartilhada, ficando sob a responsabilidade do Recife as tarefas operacionais, o destino final de resíduos sólidos especiais, os cadáveres de animais recolhidos nas ruas da cidade ou sacrificados no Centro de Vigilância Animal da Secretaria Municipal de Saúde (que atende também ao Município de Olinda), os resíduos hospitalares provenientes das unidades de saúde pública ou privadas localizadas no município. O Recife se destaca na reciclagem, estando na quinta posição no ranking das cidades brasileiras com o melhor índice de arrecadação de resíduos sólidos urbanos para a coleta seletiva, com uma média de 1,35 mil toneladas recolhidas por mês.

### Incidentes com tubarão

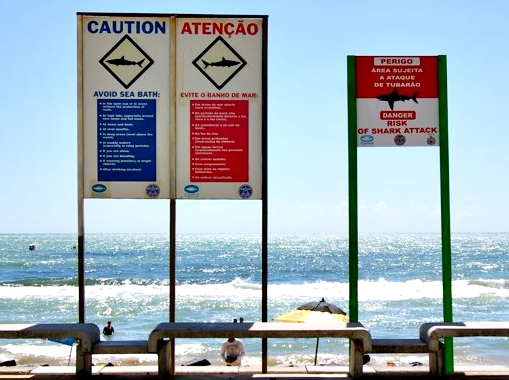
Placas de sinalização sobre o risco de ataque de tubarão na Praia de Boa Viagem.

A maior parte da Praia de Boa Viagem é protegida por uma barreira de recifes naturais, e as autoridades não recomendam o banho além dos recifes, para evitar ataques de tubarões. Além disso, o surfe atualmente é proibido, embora o governo do estado tenha autorizado, no início de 2006, a instalação de uma rede de proteção contra os tubarões. Em 2007, o Comitê Estadual de Monitoramento de Incidentes com Tubarões (Cemit) iniciou o processo de instalação, nos tubarões capturados, de sensores que possibilitam a monitoração via satélite, visando identificar o momento de aproximação dos animais da costa, numa área que compreende a Praia do Paiva até a Praia do Pina, para então retirar os tubarões da localização de risco. Hoje em dia os ataques são mais raros, porém as restrições permanecem.
Segundo especialistas, os ataques de tubarão no litoral recifense são resultado do impacto ambiental provocado pela construção do porto de Suape, que exigiu o aterramento de dois estuários onde os tubarões-touro davam à luz. Outros fatos contribuem para o aparecimento de tubarões na área da Praia de Boa Viagem: as correntes marinhas direcionam os animais para esse trecho de 20 quilômetros; e nesse ponto os animais encontram dois canais de águas profundas, e quando o tubarão se desvia da rota migratória comum e entra nesses canais, há grande risco de contato com pessoas. Como o ser humano não faz parte do cardápio alimentar dos tubarões, a maior parte dos ataques acontece por engano: quando a água está turva, o tubarão que está à caça por alimento não consegue perceber a diferença entre uma pessoa e um peixe grande.

## Demografia
O Recife foi a quarta cidade brasileira a atingir um milhão de habitantes no censo de 1970, após São Paulo, Rio de Janeiro e Belo Horizonte, sendo que a capital mineira ultrapassou a capital pernambucana em população ainda durante a década de 1960. No decorrer dos anos 1970, Recife viu sua taxa de crescimento populacional cair vertiginosamente pelo fato de possuir uma pequena extensão territorial em comparação a outras capitais, perdendo, deste modo, população para municípios de sua região metropolitana, como Jaboatão dos Guararapes, Olinda e Paulista.
No censo demográfico de 2010, a população do Recife era de 1 537 704 habitantes, todos residentes na zona urbana, sendo o terceiro município mais populoso da região Nordeste e o nono do país, concentrado 17,5% da população estadual e apresentando densidade populacional de 7 037,61 hab./km², a quarta maior dentre as capitais brasileiras, depois de Fortaleza, São Paulo e Rio de Janeiro. Desse total, 827 885 habitantes eram mulheres (53,84%) e 709 819 homens (46,16%). Quanto à faixa etária, 1 089 774 tinham entre 15 e 64 anos (70,87%), 322 831 menos de quinze anos (20,99%) e 125 099 mais de 65 anos (8,14%).
Ainda segundo o mesmo censo, 764 884 habitantes eram pardos (49,74%), 628 735 brancos (40,89%), 125 580 pretos (8,17%), 15 300 amarelos (0,99%) e 3 187 indígenas (0,21%), além de dezoito sem declaração (0,00%). A maioria dos brancos do município é de ascendência portuguesa, com possível contribuição holandesa. Levando-se em conta a nacionalidade da população, 1 534 231 eram brasileiros natos (99,77%), 2 415 estrangeiros (0,16%) e 1 057 naturalizados brasileiros (0,07%). Ao mesmo tempo, 1 419 873 eram naturais de Pernambuco (92,34%), sendo que 1 160 929 haviam nascido no município (75,5%). Dos naturais de outras unidades da federação, os estados com mais habitantes residentes no Recife eram Paraíba, São Paulo, Alagoas, Rio de Janeiro e Rio Grande do Norte.

### Região Metropolitana do Recife

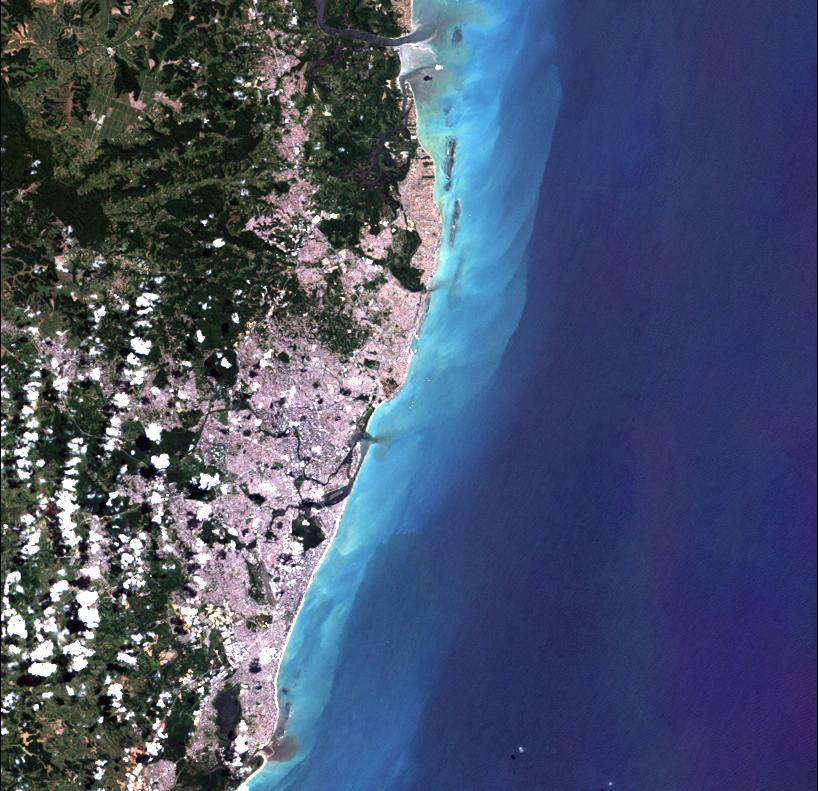
Imagem parcial da Região Metropolitana do Recife

A Região Metropolitana do Recife (RMR) foi criada no dia 8 de junho de 1973. Naquele ano era o terceiro maior aglomerado urbano do Brasil, após as regiões metropolitanas de São Paulo e Rio de Janeiro, com 1 755 083 habitantes recenseados em 1970. No censo de 1980 foi ultrapassada pela Região Metropolitana de Belo Horizonte, e no censo de 1991 perdeu mais uma posição para a Região Metropolitana de Porto Alegre, passando a ocupar a quinta colocação entre as regiões metropolitanas do país.
No censo de 2010 (última contagem oficial) se manteve como a quinta região metropolitana mais populosa do Brasil, com 3 688 428 habitantes recenseados; porém, considerando as regiões integradas de desenvolvimento, perdeu uma posição para a RIDE Distrito Federal e Entorno. Atualmente é constituída por quatorze municípios: Abreu e Lima, Araçoiaba, Cabo de Santo Agostinho, Camaragibe, Igarassu, Ilha de Itamaracá, Ipojuca, Itapissuma, Jaboatão dos Guararapes, Olinda, Moreno, Paulista, Recife e São Lourenço da Mata.

### Religião
De acordo com os dados do censo de 2010 do IBGE, 840 407 habitantes eram católicos (54,65%), nos quais 835 337 católicos apostólicos romanos (54,32%), 4 078 católicos apostólicos brasileiros (0,27%) e 992 católicos ortodoxos (0,06%); 384 303 evangélicos (24,99%), sendo 195 765 pentecostais (12,73%) e 106 899 de missão (6,95%); e 54 788 espíritas (3,56%). Outros 224 401 não tinham religião (14,59%), dentre os quais 4 462 ateus (0,29%) e 2 840 agnósticos (0,18%); 32 443 seguiam outras religiões (2,13%) e 1 262 não souberam (0,08%). Segundo o censo brasileiro de 2022, a composição religiosa da cidade era de 47,55% católicos, 27,85% evangélicos ou protestantes, 3,1% espíritas, 0,88% umbandistas ou candomblecistas, 0,01% religião tradicional, 5,58% outras religiões, 14,88% irreligiosos, 0,04% desconhecidos e 0,12% não declarados.
|                                                                     |  |                                                                                    |
| Igreja do Santíssimo Sacramento, matriz do bairro de Santo Antônio. |  | Concatedral de São Pedro dos Clérigos, cossede da Arquidiocese de Olinda e Recife. |

Em 2015, quase 80% dos habitantes do Recife professam o cristianismo. A Igreja Católica inclui o território do município na Arquidiocese de Olinda e Recife, criada como diocese em 16 de novembro de 1676 e elevada à dignidade de arquidiocese em 5 de dezembro de 1910, cuja sé arquiepiscopal está na Catedral Sé de Olinda e tendo como cossede a Concatedral de São Pedro dos Clérigos. Os colégios tradicionais recifenses, em sua maioria, são ou eram católicos, como o Colégio Damas da Instrução Cristã, o Colégio Marista São Luís e o Colégio Nóbrega pertencente à congregação dos Jesuítas.
A maior minoria religiosa do Recife é composta pelos evangélicos, que são, em sua maioria, pentecostais, que por seguinte, são em sua maioria da denominação Assembleia de Deus. Outras denominações pentecostais e neopentecostais presentes são a Igreja Universal do Reino de Deus, a Igreja do Evangelho Quadrangular, a Igreja O Brasil Para Cristo, a Congregação Cristã no Brasil, a Igreja Deus é Amor, a Igreja Cristã Maranata, entre outras. Entre as denominações evangélicas tradicionais, possuem templos na cidade as igrejas de orientação batista (que respondem pela maior parte dos evangélicos de missão no município), a Igreja Adventista do Sétimo Dia, a Igreja Presbiteriana, a Luterana, a Anglicana, a Metodista e a Congregacional.
Destacam-se os espíritas. Também existem as Testemunhas de Jeová e os Santos dos Últimos Dias (mais conhecidos como mórmons). Os praticantes de Candomblé e Umbanda também são uma minoria relevante, sendo o Terreiro Obá Ogunté, no bairro de Água Fria, o templo afro-brasileiro mais conhecido. Os judeus também estão presentes: algumas das personalidades judias que moraram no Recife foram a escritora Clarice Lispector, o filósofo Luiz Felipe Pondé, o físico Mário Schenberg, o matemático Leopoldo Nachbin, o paisagista Roberto Burle Marx, entre outros. Os budistas, hinduístas e muçulmanos não possuem relevância na população local.

### Criminalidade

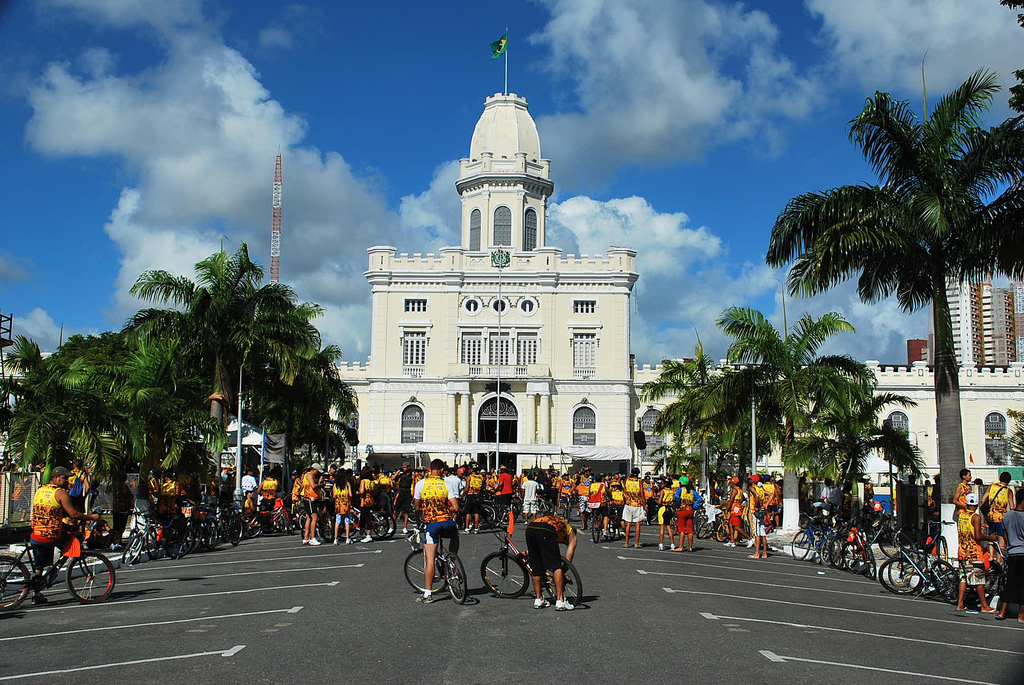
Quartel do Derby, antigo Mercado Modelo Coelho Cintra, hoje sede da Polícia Militar de Pernambuco.

Segundo o "Mapa da Violência 2013", Recife e Aracaju foram as únicas capitais nordestinas que obtiveram uma redução de homicídios em 2011. Segundo a mesma pesquisa Recife tinha, naquele ano, uma taxa de 57,1 homicídios por 100 mil habitantes, ou seja, quase 6 vezes a taxa de homicídios considerada aceitável pela ONU (10 homicídios por 100 mil habitantes).
Em 2013, a capital pernambucana registrou taxa de 36,82 homicídios para um grupo de 100 mil habitantes, sendo naquele ano a 12ª capital estadual mais violenta do Brasil, após Maceió, Fortaleza, João Pessoa, Natal, Salvador, Vitória, São Luís, Belém, Goiânia, Cuiabá e Manaus.
Em 2014, o Recife viu sua taxa de homicídios voltar a crescer, pondo fim a uma sequência de anos de redução. A metrópole pernambucana registrou taxa de 39,05 homicídios para um grupo de 100 mil habitantes naquele ano, subindo para a 29ª posição entre as cidades mais violentas do mundo que não estão em guerra, embora tenha mantido a 12ª posição entre as capitais estaduais brasileiras.
Em 2024, o Recife foi a sexta capital brasileira com maior taxa de mortes estimada, somando 44,7 mortes por 100 mil habitantes. Nacionalmente, a cidade ficou no 50º lugar. Também em 2024, o Recife apareceu em 13º lugar numa lista das cidades mais perigosas do mundo, conforme estudo elaborado pela plataforma Numbeo.

## Política e administração
Sendo um município do Brasil, o Recife se rege por lei orgânica, promulgada em 4 de abril de 1990. São poderes do município, independentes e harmônicos entre si, o executivo e o legislativo. O primeiro é representado pelo prefeito, auxiliado pelo seu gabinete de secretários e eleito pelo voto popular para um mandato de quatro anos, sendo permitida uma única reeleição para mais um mandato consecutivo. Até 1955, quando ocorreu a primeira eleição direta da história da cidade, todos os chefes do executivo municipal eram nomeados pelo governador do estado. A sede da prefeitura é, desde 1975, o Palácio Capibaribe Antônio Farias, onde também funcionam a maioria das secretarias municipais e alguns órgãos das administrações direta e indireta.
No bairro da Boa Vista está a Câmara Municipal do Recife (Casa de José Mariano), sede do poder legislativo, que possui 37 vereadores a partir de 2025 e funciona no mesmo local desde 1963, onde antes se situava a Escola Normal do Recife. Dentre as atribuições da Câmara estão elaborar e votar leis fundamentais à administração e ao executivo, especialmente o orçamento participativo (Lei de Diretrizes Orçamentárias), e promulgar emendas à lei orgânica, que rege o município. No Ilha Joana Bezerra se localiza a sede da Comarca do Recife, do poder judiciário estadual. Por ser a capital do estado de Pernambuco, na cidade estão as sedes dos três poderes estaduais: o Palácio do Campo das Princesas, a Assembleia Legislativa e o Tribunal de Justiça, sedes do executivo, legislativo e judiciário, respectivamente.
O Recife desempenha um forte papel centralizador em sua região: é a quarta capital brasileira na hierarquia da gestão federal, atrás somente de Brasília, Rio de Janeiro e São Paulo, abrigando grande número de sedes regionais e nacionais de instituições públicas da União, como a Sudene, o Comando Militar do Nordeste, o Cindacta III, o II COMAR, a Eletrobras Chesf, o TRF da 5ª Região, a Procuradoria-Regional da Fazenda Nacional na 5.ª região, a SRNE da Infraero, a SRNE do INSS, entre outras. O Cindacta III, unidade do DECEA/Força Aérea Brasileira sediada na capital pernambucana, controla o tráfego aéreo comercial e militar de uma vasta área do Oceano Atlântico partindo das proximidades de toda a costa brasileira, além do Nordeste do Brasil, e coordenou operações como a busca pelos destroços do voo Air France 447, acidente aéreo de grande repercussão.

### Relações internacionais

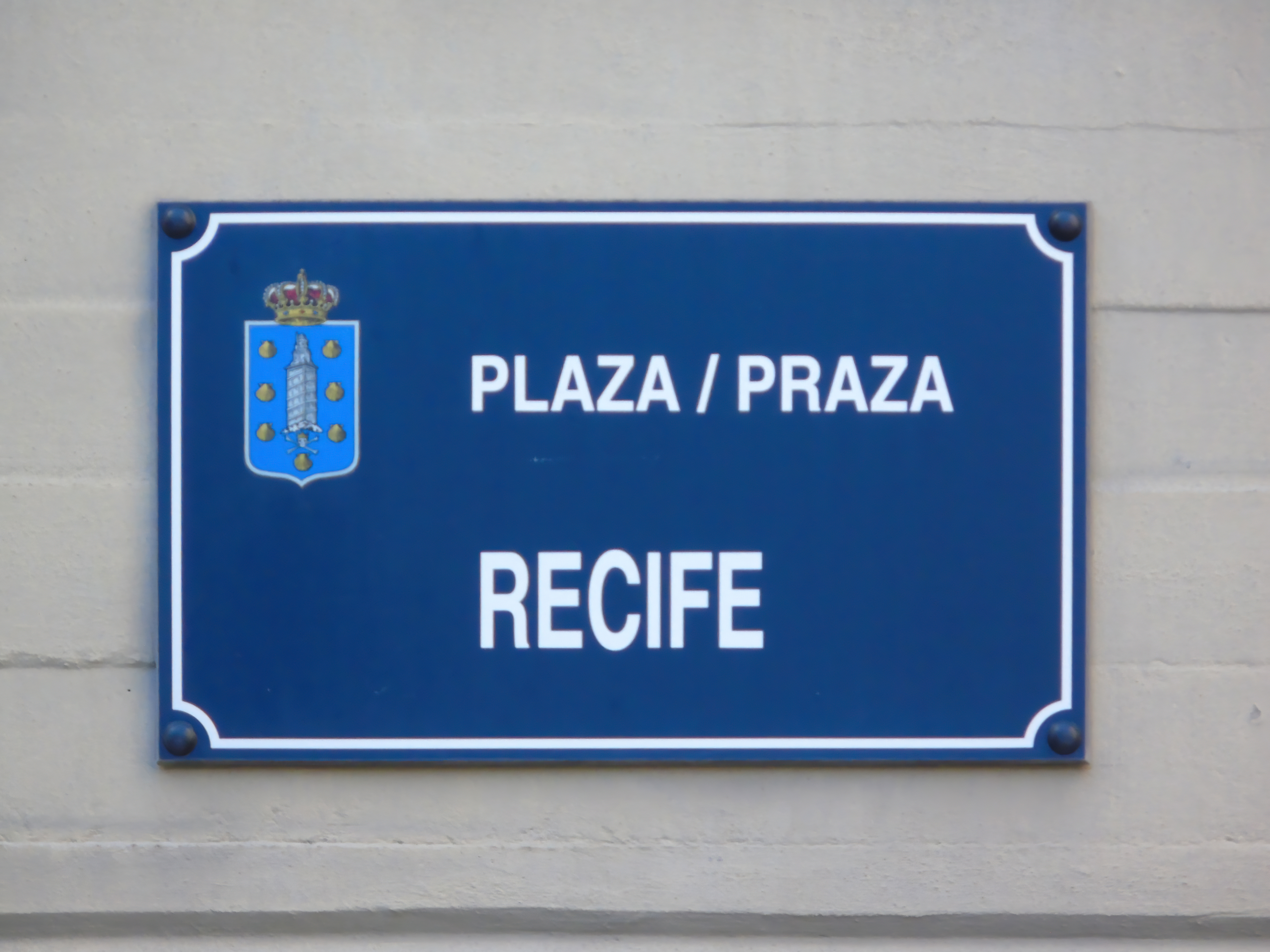
Praça Recife em Corunha, Galícia, (Espanha) com o cartaz em espanhol e galego. Corunha é uma cidade irmã do Recife.

O Recife tem o maior número de consulados estrangeiros fora do eixo Rio-São Paulo, sendo inclusive a única cidade, com exceção de São Paulo e do Rio de Janeiro, que tem Consulados-Gerais de países como Estados Unidos, China, França e Reino Unido, além de ser uma das quatro cidades que abrigam os Consulados-Gerais da Alemanha no Brasil. O Consulado dos Estados Unidos no Recife, fundado em 1815, é o mais antigo do Hemisfério Sul e um dos mais antigos do mundo.
Cidades-irmãs
- Amsterdã, Países Baixos[193]
- Aveiro, Portugal[193]
- Cantão (Guangzhou), China[193][194]
- Corunha, Espanha[195]
- Nantes, França[193][194]
- Porto, Portugal[193][194]
- Veneza, Itália[193][194]
- Vitória, Brasil[193]

## Subdivisões
Conforme a lei municipal nº 16 293, de 22 de janeiro de 1997, o Recife se divide em seis regiões político-administrativas (RPAs): Centro, Norte, Noroeste, Oeste, Sudoeste e Sul. As RPAs, por sua vez, dividem-se em microrregiões, que agrupam os bairros. Ao todo, são 94 bairros, instituídos pelo decreto municipal 14 452, de 26 de outubro de 1988. Conforme censo de 2022, a RPA Sul era a mais populosa, com cerca de 371 mil habitantes, enquanto a RPA Centro era a menos populosa, com uma população de mais de 73 mil pessoas. No mesmo censo, o bairro mais populoso do Recife era Boa Viagem, localizado na RPA Sul, com 125 805 habitantes, e o menos populoso era Pau-Ferro (RPA Noroeste), com apenas 89 pessoas residentes.

## Economia

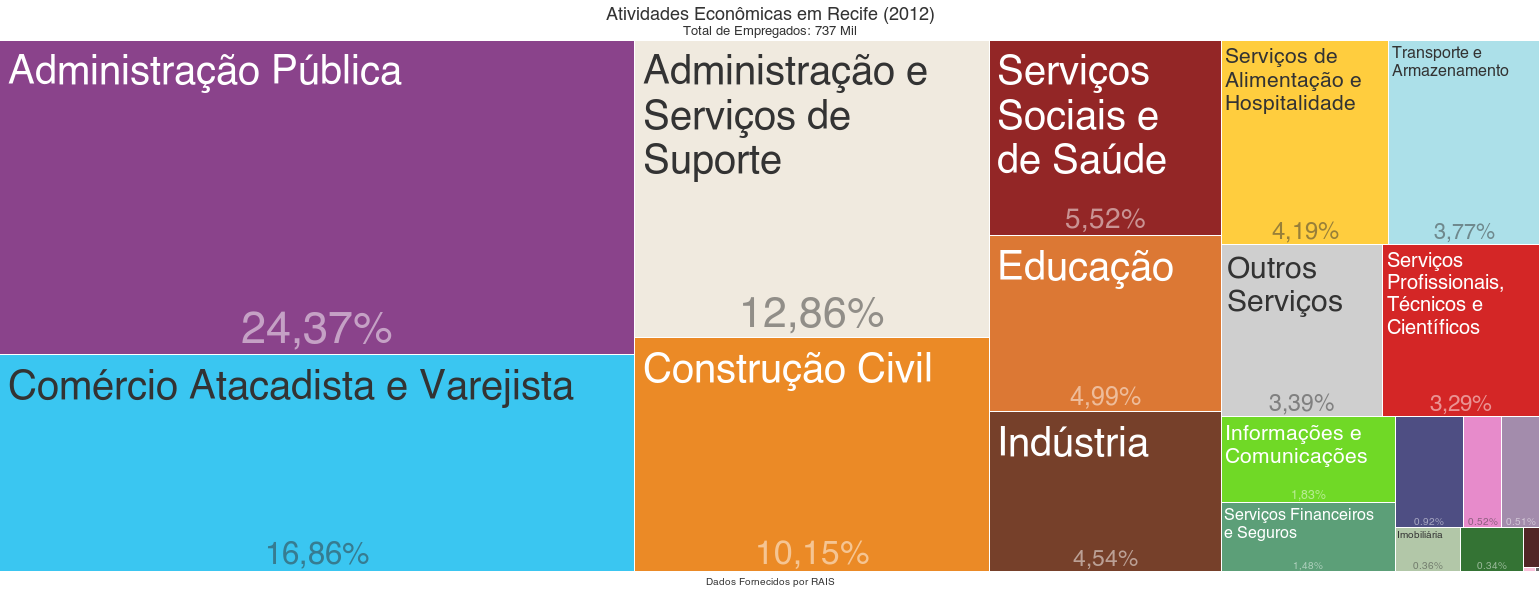
Atividades econômicas do município do Recife - 2012

O Recife registrou PIB nominal de 51,859 bilhões de reais e PIB nominal per capita de 31.743,72 reais em 2017. Cerca de dois terços do PIB são provenientes de comércio e serviços. No mesmo ano, a Região Geográfica Intermediária do Recife atingiu um PIB nominal de 135,014 bilhões de reais, o maior entre as regiões intermediárias do Norte-Nordeste, correspondendo a quase três quartos do produto interno bruto total do estado de Pernambuco. Existem na metrópole pernambucana áreas industriais como o Polo Automotivo Fiat Chrysler Automobiles e o Complexo Industrial e Portuário de Suape (que abriga dentre muitos empreendimentos a Refinaria Abreu e Lima e o Estaleiro Atlântico Sul — maior estaleiro do Hemisfério Sul). O Recife pertence ao Mercado Comum de Cidades do Mercosul.
Também merece destaque a indústria da construção civil na cidade. O Recife possui centenas de arranha-céus residenciais e comerciais, sendo superada neste indicador no país apenas por São Paulo e Rio de Janeiro, que têm áreas municipais mais de cinco vezes superiores à da capital pernambucana.
O Recife foi eleito por pesquisa encomendada pela MasterCard Worldwide em 2008 como uma das 65 cidades com economia mais desenvolvida dos mercados emergentes no mundo. Apenas cinco capitais brasileiras entraram na lista: São Paulo, que foi a cidade brasileira mais bem colocada, na 12ª posição; Rio de Janeiro (36ª posição); Brasília (42ª); Recife (47ª); e por último Curitiba (49ª). Xangai e Pequim, na China, ocuparam as duas primeiras posições. Para compor o índice que elegeu as cidades com economia mais avançada nos mercados emergentes, foram considerados o ambiente econômico e comercial, o crescimento e desenvolvimento econômico, o ambiente de negócios, o ambiente de serviços financeiros e conectividade comercial, a conectividade de educação e TI, a qualidade de vida urbana e o risco e segurança.
O RioMar Shopping, localizado na Zona Sul do Recife, é o maior centro de compras do Norte-Nordeste e o terceiro maior do Brasil. Pertence ao Grupo JCPM, conglomerado sediado no Recife, que é proprietário, dentre outros centros comerciais, do Shopping Recife (também localizado na capital pernambucana e sétimo maior do Brasil). Há ainda outros centros de compra importantes no Recife e região metropolitana, como o Shopping Tacaruna, o Plaza Shopping Casa Forte, o Shopping Paço Alfândega, o Shopping Boa Vista e o Shopping Guararapes.
O Recife é a cidade com a maior concentração de grifes de alto luxo do Norte-Nordeste, abarcando lojas Prada, Gucci, Burberry, Dolce & Gabbana, Valentino, Emporio Armani, Versace Collection, Hugo Boss, Coach, Diesel, Daslu, Ricardo Almeida, entre outras, além da multimarcas pernambucana Dona Santa/Santo Homem, apelidada pela imprensa nacional de "Daslu do Nordeste" e que trabalha com grifes de alta-costura como Balmain.

### Turismo
O Recife atrai turistas de todo o mundo. Destacam-se entre os motivos desta atração as manifestações culturais e as festividades bem como os parques e museus e as igrejas barrocas e construções históricas diversas. O Recife é o portão de entrada do litoral de Pernambuco, de onde partem os turistas que chegam de avião.
O Centro do Recife é o principal conjunto arquitetônico e cultural do município: os bairros do Recife, de Santo Antônio, de São José, da Boa Vista e de Santo Amaro abrigam galerias, museus e outros espaços culturais. Outras áreas de interesse são Jaqueira, Casa Forte, Poço da Panela, Espinheiro, Ponte d'Uchoa, Graças, Derby, dentre outros bairros.
O Carnaval Recife–Olinda, considerado a folia de momo mais democrática e culturalmente diversa do país, é conhecido por seus característicos bonecos de olinda e pelos ritmos do frevo e do maracatu, como também pelo maior bloco carnavalesco do mundo segundo o Guinness Book 1995, o Galo da Madrugada.
O Recife é conhecido como a "Capital Brasileira dos Naufrágios", e atrai mergulhadores de todo o mundo por sua rica vida marinha e suas águas calmas e cristalinas com temperaturas próximas dos 30 graus.
A capital pernambucana é também conhecida como a "Capital das Assombrações", e possui um roteiro turístico chamado "Recife Mal Assombrado", no qual se visita monumentos como a Cruz do Patrão, que, segundo a tradição, é o local mais mal-assombrado do Recife. Outro dentre os muitos roteiros turísticos da cidade é o "Passeio de Catamarã pelo Rio Capibaribe", no qual se pode visualizar pontos de interesse como o Parque das Esculturas Francisco Brennand, pontes e edifícios históricos do Recife.

## Infraestrutura

### Educação
O Recife conta com importantes universidades públicas e privadas, a exemplo da Universidade Federal de Pernambuco (UFPE), classificada pelo QS World University Rankings em 2013 como a melhor universidade do Norte-Nordeste e a 8ª melhor universidade federal do Brasil, bem como a 15ª melhor universidade do país, tendo ocupado a 43ª posição entre as instituições da América Latina; e embora tenha sido ultrapassada pela Universidade Federal do Paraná com relação ao ano anterior, continuou à frente de instituições como a Universidade Federal de Santa Catarina e a Universidade Federal da Bahia.
A Faculdade de Direito do Recife da Universidade Federal de Pernambuco obteve aproveitamento de 78,57% no Exame de Ordem (2011.1), sendo o segundo maior percentual do país, após o curso de Direito da Universidade Federal do Espírito Santo. Nela importantes nomes da história brasileira estudaram, destacando expoentes como Barão do Rio Branco, Castro Alves, Clóvis Bevilaqua, Tobias Barreto, Ruy Barbosa, Joaquim Nabuco, Eusébio de Queirós, Teixeira de Freitas, Raul Pompeia, Nilo Peçanha, Augusto dos Anjos, Marquês de Paranaguá, Epitácio Pessoa, Assis Chateaubriand, José Lins do Rego, Graça Aranha, Pontes de Miranda, dentre inúmeros outros.
Conta também a cidade do Recife com a Universidade Federal Rural de Pernambuco (UFRPE), instituição criada em 1912 pelos monges beneditinos no Mosteiro de São Bento em Olinda, tendo medicina veterinária como seu primeiro curso. A Universidade Católica de Pernambuco é um dos maiores complexos de ensino jesuíta do Brasil. Também se destacam o Instituto Federal de Pernambuco (IFPE), que pertence à Rede Federal de Educação Tecnológica, está situada na Cidade Universitária; a ETEPAM (Escola Técnica Estadual); o Ginásio Pernambucano, que funciona como um centro de ensino experimental; o Colégio de Aplicação da UFPE; o Colégio Militar do Recife; o Colégio da Polícia Militar de Pernambuco e o Liceu de Artes e Ofícios de Pernambuco, que funciona no Complexo Nóbrega, localizado no Campus Universitário da UNICAP. O Colégio de Aplicação da UFPE foi três vezes eleito a melhor escola pública do Brasil.
Mais de 144 mil estudantes estão matriculados nas escolas municipais do Recife. No ensino fundamental municipal a matrícula é de quase cem mil crianças, e as duas escolas do Ensino Médio municipais contam com aproximadamente 2 mil estudantes. A Educação de Jovens e Adultos (EJA) possui mais de 25 mil estudantes, a maioria em horário noturno. Apesar de ter havido uma redução, a taxa de analfabetismo de pessoas com mais de 15 anos de idade ainda é alta em comparação com algumas capitais brasileiras. Em 2003, 10,6% das pessoas com mais de 15 anos ainda era analfabeta. Em 2010, esse índice era de 7,13% o que indica uma queda significativa, porém insuficiente para ser considerada uma cidade livre do analfabetismo segundo o MEC.
Embora existam no Recife importantes instituições de ensino, tanto públicas como privadas, há uma falta de infraestrutura evidente. Na cidade só existem três bibliotecas públicas: a Biblioteca Popular de Afogados, a Biblioteca Popular de Casa Amarela e a Biblioteca Pública do Estado de Pernambuco. Em comparação, a cidade de Montreal, no Canadá, cuja população é bastante semelhante à da capital pernambucana, tem 36 bibliotecas públicas.

### Saúde
A metrópole pernambucana tem grande tradição na área da medicina. O primeiro hospital do Brasil foi a Santa Casa de Misericórdia de Olinda, fundada no ano de 1540 e extinta em 1860 com a criação da Santa Casa de Misericórdia do Recife. E foi no Recife que se realizou a primeira operação cesariana do país, em 1817, pelas mãos do médico pernambucano Correia Picanço — fundador das primeiras faculdades de medicina do Brasil e aclamado "Patriarca da Medicina Brasileira".
O Recife é hoje o mais importante polo médico do Norte-Nordeste e o segundo mais importante do Brasil, possuindo uma complexa rede de serviços no setor público — ofertados pelo Sistema Único de Saúde (SUS) — como também no setor privado. Existem 118 Unidades básicas de Saúde, estabelecidas na maioria dos bairros da cidade, que ofertam consultas médicas (Criança, Adulto, Idoso), vacinação, pré-natal, planejamento familiar e exame ginecológico. Cerca de metade destas unidades também oferecem consultas odontológicas.
Os principais hospitais estão localizados nos bairros do Derby e da Ilha do Leite. Por sua vez, os serviços públicos de urgência 24 horas, que realizam atendimento nas áreas de clínica geral, ortopedia e pediatria, estão localizadas em pontos de fácil acesso da região metropolitana: são treze Unidades de Pronto Atendimento (UPAs), além de cinco policlínicas 24h que realizam atendimento semelhante e estão localizadas nos bairros de Casa Amarela, Afogados, Parnamirim (apenas pediatria), Campina do Barreto e Ibura. Pessoas com suspeita de infarto ou outro problema cardiovascular também podem se dirigir ao Pronto-Socorro Cardiológico Universitário de Pernambuco (Procape), unidade de atendimento do SUS e segundo maior hospital público de cardiologia do Brasil. O Procape integra, ao lado do Hospital Universitário Oswaldo Cruz e do CISAM, o Complexo Hospitalar da Universidade de Pernambuco.
Outros hospitais importantes são o IMIP, o Hospital da Restauração, o Hospital Getúlio Vargas, o Hospital Agamenon Magalhães, o Hospital das Clínicas da Universidade Federal de Pernambuco, o Hospital Barão de Lucena e o Hospital Ulysses Pernambucano. Este último, conhecido popularmente como Tamarineira, é o segundo hospital psiquiátrico mais antigo do Brasil. Há ainda hospitais particulares destacados, como o Real Hospital Português, o Hospital Memorial São José e o Hospital Santa Joana, que contam com máquinas de última geração e fazem do Recife a única cidade fora do eixo Sul-Sudeste com centros de excelência certificados pela Joint Commission International (JCI).
Em 2013 o Recife possuía o segundo maior número de médicos por grupo de mil habitantes do país de acordo com o Conselho Federal de Medicina. E em 2007 a taxa de mortalidade infantil no município era de treze por mil nascidos vivos segundo dados da prefeitura.

### Transportes
O Recife foi a primeira cidade do mundo a operar locomotivas a vapor construídas especialmente para rodar nas ruas: a chamada "maxambomba" (do inglês machine pump), sistema inaugurado no ano de 1867.
A cidade foi também a primeira da América do Sul com conexão direta (non-stop) para a Europa, especialmente para a Alemanha, por meio de dirigíveis. A capital pernambucana tem a única estação de atracação de dirigíveis do mundo preservada em sua estrutura original, a Torre do Zeppelin.
Atualmente o município possui uma frota de aproximadamente 2.800 ônibus coletivos, que transportam diariamente 2 milhões de pessoas; um sistema de metrô, que transporta 400 mil passageiros por dia; e um sistema BRT, desenvolvido para transportar 335 mil pessoas diariamente.
A cidade tem sofrido um forte aumento no número de automóveis em circulação, o que tem causado problemas para estacionar aos habitantes. De acordo com o relatório do Detran-PE de março de 2015, o Grande Recife tinha uma frota de 1.246.107 veículos. Destes, 43% eram emplacados em outras cidades da RMR, mas circulavam pelo município.
O porto do Recife, situado no Recife Antigo, foi um dos principais portos do Brasil Colônia. Atualmente, tem sua base operacional centrada na movimentação de granéis sólidos, compreendendo grãos, clínquer, barrilha e carga geral. Diferencia-se dos demais portos por situar-se num centro urbano e conseguir operar sem interferir no município. Além do transporte de cargas e matérias-primas, o porto do Recife vem consolidando-se como local de atracação de importantes cruzeiros marítimos, impulsionando o turismo.
O Aeroporto Internacional do Recife-Guararapes, com capacidade anual superior a 16 milhões de passageiros, conta com 64 balcões de check-in, 21 posições para aeronaves, sendo 11 dotadas de jetways (conectores climatizados), além de 2.120 vagas de estacionamento e área de compras e lazer com 165 pontos comerciais, seguindo o conceito de "aeroshopping". Segundo a ANAC, é o maior e mais movimentado complexo aeroportuário do Norte-Nordeste do Brasil. O aeroporto foi citado pela Revista TAM como um dos cinco melhores do mundo juntamente com terminais de Madri, Munique, Singapura e Londres, e foi eleito o melhor terminal aeroportuário do Brasil em 2014.

### Mídia
O Recife possui três grandes jornais: 
- o Diario de Pernambuco, o jornal mais antigo em circulação na América Latina, fundado em 7 de novembro de 1825, que atualmente faz parte do grupo Diários Associados, fundado pelo empreendedor Assis Chateubriand;[261]
- o Jornal do Commercio, líder em circulação de exemplares no Norte-Nordeste, com o maior número de assinantes do estado, que faz parte do Sistema Jornal do Commercio de Comunicação, pertencente ao Grupo JCPM;[262]; e
- a Folha de Pernambuco, fundada em 3 de abril de 1998, de propriedade do grupo EQM.[263]

Também se destaca o Aqui PE, jornal de formato tabloide com notícias de cunho popular.
A metrópole possui diversas emissoras de rádio, algumas delas de difusão nacional, como a NovaBrasil FM, a Transamérica Pop, a Jovem Pan FM, a CBN Recife, a Rádio Jornal, a Rádio Clube, a Recife FM, dentre outras. Possui ainda várias emissoras de televisão aberta: TV Globo Pernambuco (emissora própria da Rede Globo); TV Jornal (afiliada do SBT); TV Guararapes (afiliada da RecordTV); RedeTV! Recife (emissora própria da RedeTV!); TV Tribuna (afiliada da Rede Bandeirantes); TV Universitária (primeira emissora de televisão educativa do Brasil, fundada em 1968, afiliada da TV Brasil); TV Nova (afiliada da TV Cultura) e Rede Estação.

### Planejamento urbano
O espaço público tem sido tratado, muitas vezes, com desatenção. Dessa desatenção resultam espaços qualitativamente pouco expressivos, pobres do ponto de vista urbanístico e, frequentemente, pouco atraentes. Some-se a esses problemas, a poluição visual e sonora. É nos bairros de renda alta e média que estão localizadas as praças em bom e regular estado de conservação.
O processo de verticalização intensificou-se em determinadas áreas da cidade, como na Zona Sul, na margem esquerda do Rio Capibaribe, em parte da margem direita e em parte do Centro Expandido. O grande problema do processo de verticalização e de adensamento construtivo da cidade é que este vem se realizando de forma indiscriminada em parte do território da cidade sem, muitas vezes, ocorrer de forma compatível com a paisagem urbana e com a capacidade das estruturas urbanas.
A dinâmica de localização das atividades comerciais, de serviços e industriais, conheceu, ao longo do tempo, profundas transformações. Até a década de 70, o centro abrigava as principais atividades econômicas e institucionais. Com a emergência de um dinâmico mercado imobiliário direcionado às classes médias, alguns bairros da Zona Sul e da Zona Norte tornaram-se áreas privilegiadas para esses investimentos imobiliários. Tal processo significou a migração do terciário “nobre”, que se localizava na área central, para esses bairros, particularmente para os seus principais eixos viários. Ao mesmo tempo, contribuiu para a expansão, na área central e seu entorno, das atividades comerciais e terciárias direcionadas para os segmentos populares. Porém algumas pessoas não veem isso como um problema, e sim, como um sinal de progresso. Já os que defendem a teoria da decadência do Centro do Recife observam que o distrito-sede tornou-se bastante desvalorizado e abandonado, fenômeno que também ocorre em outras capitais históricas brasileiras, como Salvador, Rio de Janeiro e São Paulo. Portanto, não existe um consenso sobre a atual situação da área central da capital pernambucana.
Toda a extensão territorial do município do Recife é considerada zona urbana, entretanto ainda existem muitos imóveis rurais cadastrados pelo INCRA, alguns já loteados, outros que ainda resistem ao parcelamento para fins urbanos, localizados nas proximidades das rodovias BR-101, BR-232 e BR-408 e nos limites com Jaboatão, Camaragibe e Paulista. Algumas dessas áreas rurais estão protegidas por legislação estadual de proteção de mananciais e reservas ecológicas. Outras, entretanto, integram a fronteira de conurbação e de transbordamento do tecido viário do município do Recife.
Nas décadas anteriores existia a omissão do Estado — em relação a uma necessária regulação das propriedades urbanas e à ação direta por meio de políticas de desenvolvimento urbano e habitacional —, que rebatia numa distribuição seletiva dos investimentos públicos, incentivando a retenção especulativa da terra e restringindo o acesso ao solo urbano e à moradia para a população de baixa renda.
A população mais pobre só vem tendo, historicamente, acesso a terra urbana e a alternativas habitacionais mediante ações informais e irregulares de ocupação da terra, com padrões de baixíssima qualidade na construção da habitação em áreas pouco infraestruturadas e ambientalmente frágeis, com as piores condições de habitabilidade (margens de córregos, áreas de risco geotécnico, entre outras). Porém, desde a década de 2000 a prefeitura vem fazendo investimentos significativos no setor habitacional.

### Ciência e tecnologia

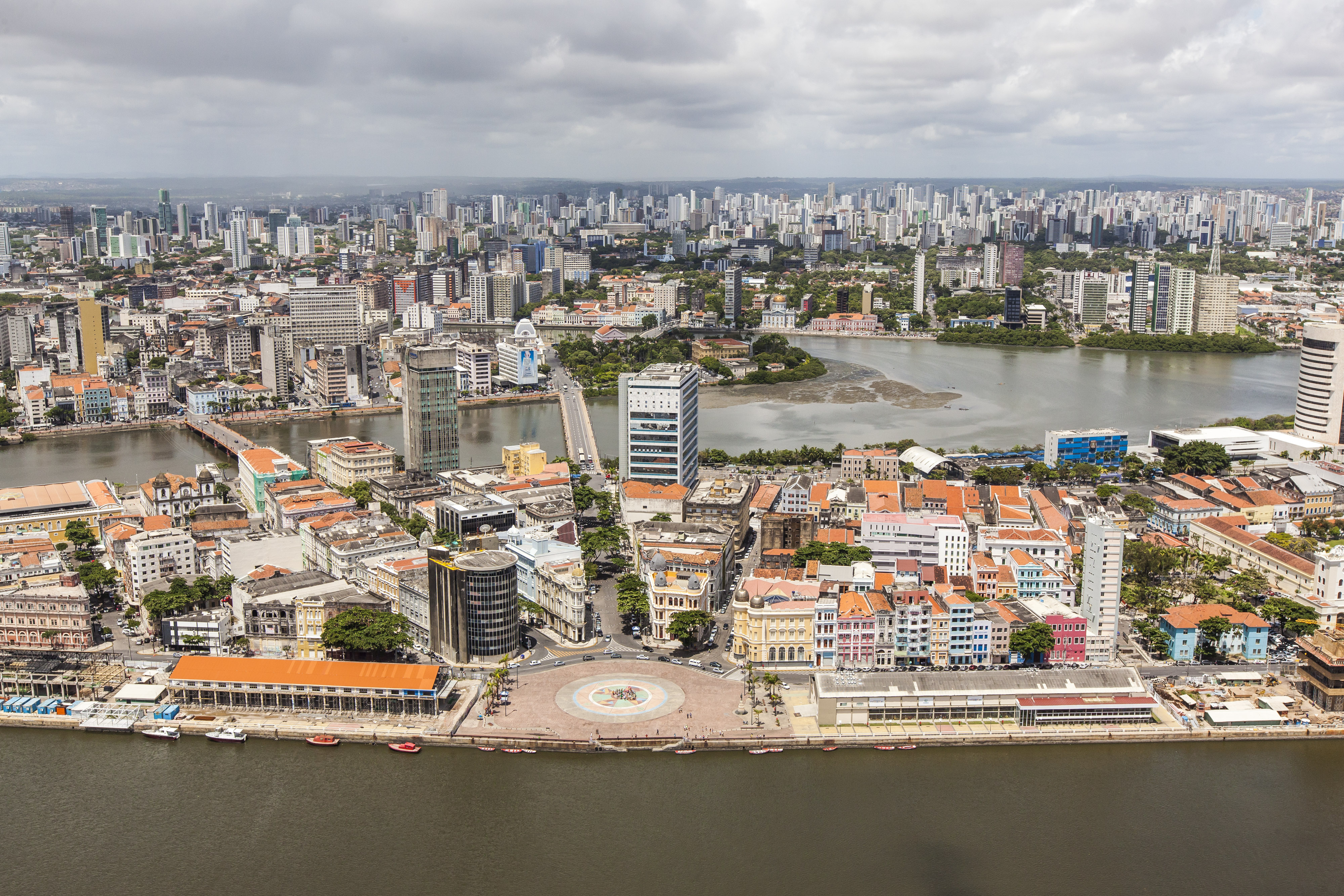
O Porto Digital, no Recife Antigo, é o maior parque tecnológico do Brasil e referência mundial na produção de softwares.

Em 1895 foi criada no Recife a Escola de Engenharia de Pernambuco, primeira escola de engenharia fora da região Sudeste. Nela, que logo se destacou como uma das principais instituições científicas do país, surgiu uma leva de grandes cientistas brasileiros, como Mário Schenberg, José Leite Lopes e Leopoldo Nachbin, graças à ação catalisadora do professor Luís Freire, conhecido por participar ativamente de movimentos em favor da criação de escolas aptas a formar pesquisadores em matemática e física. Reconhecida como berço de cientistas destacados e nomes notórios das ciências exatas, a metrópole pernambucana deu origem ainda a nomes como Paulo Ribenboim, Josué de Castro, Joaquim Cardoso, Samuel MacDowell, Aron Simis, Gauss Moutinho Cordeiro, Israel Vainsencher, Luciano Coutinho, Cristovam Buarque, Fernando de Souza Barros, Ricardo de Carvalho Ferreira, Leandro do Santíssimo Sacramento, dentre muitos.
Seguindo a sua tradição nas ciências exatas, o Recife é atualmente um dos mais importantes polos de tecnologia da informação do país. O Porto Digital, ambiente de negócios da área de TI criado no ano 2000 no centro histórico da cidade, abriga mais de duzentas empresas, entre elas multinacionais como Accenture, Oracle, ThoughtWorks, Ogilvy, IBM e Microsoft, e é reconhecido pela A. T. Kearny como o maior parque tecnológico do Brasil em faturamento e número de empresas, contribuindo com 3,5% do PIB pernambucano.
A capital de Pernambuco também se destaca no ensino tecnológico. O Centro de Informática da Universidade Federal de Pernambuco (CIn-UFPE), considerado um dos principais centros acadêmicos em informática da América Latina, responsável pelos cursos de Ciência da Computação, Sistemas de Informação e Engenharia da Computação, é grande fornecedor de mão de obra especializada em tecnologia para multinacionais do setor.

## Cultura
A cultura recifense é bastante diversificada, uma vez que foi influenciada por indígenas, africanos e europeus.

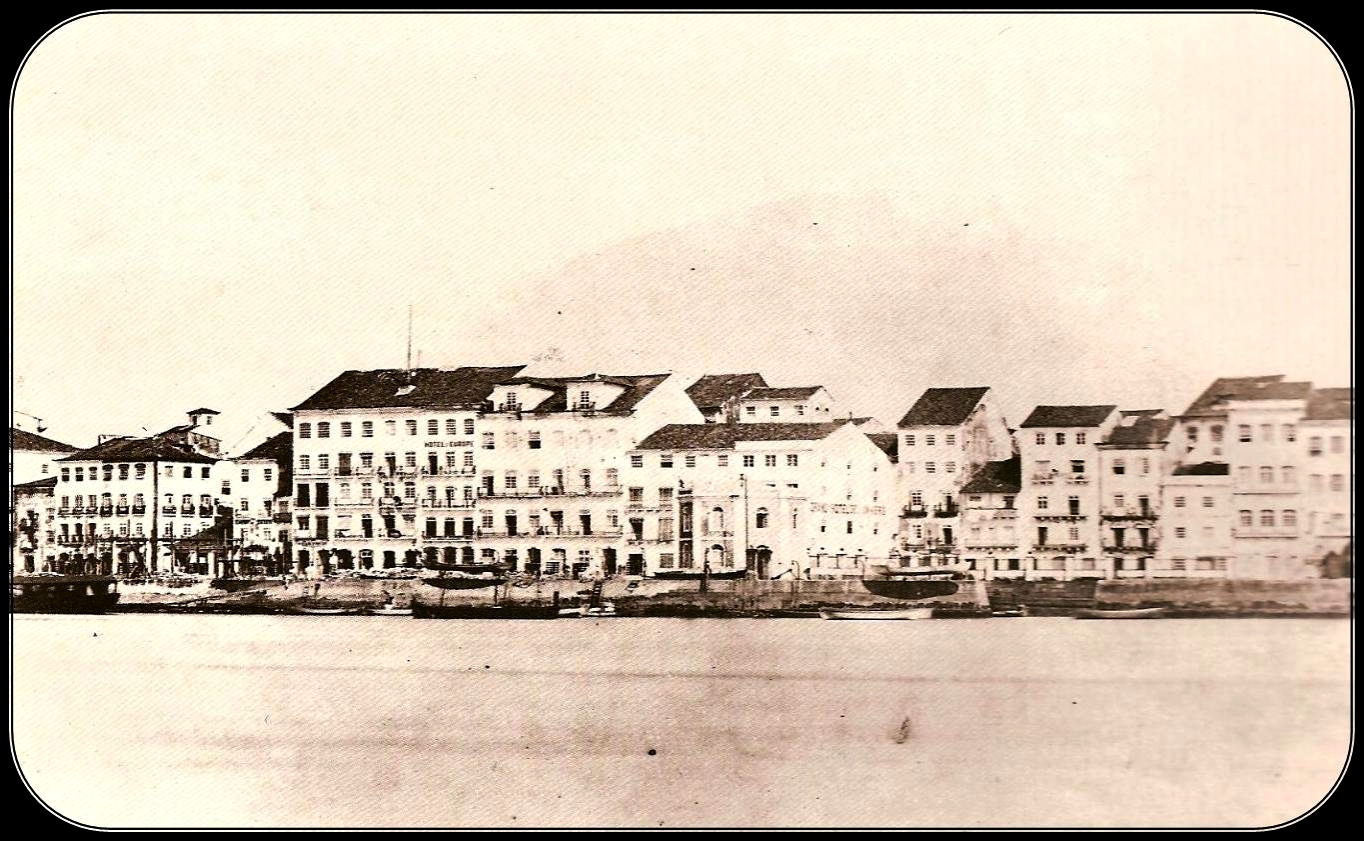
O Recife tinha como marcante característica os esguios sobrados coloniais: construídos com tijolos, chegavam a atingir seis andares (os mais altos do Brasil setecentista). Contudo, a cidade barroca foi quase totalmente demolida e descaracterizada.

### Arquitetura
Apesar de ser um dos cinco patrimônios barrocos do Brasil, o Recife não possui o título de Patrimônio Cultural da Humanidade pela UNESCO (apenas sua vizinha Olinda detém tal distinção). Em que pese o fato, atribuído à demolição e descaracterização da maior parte do seu centro histórico, a capital pernambucana possui exemplares barrocos de excepcional importância, tombados pelo Instituto do Patrimônio Histórico e Artístico Nacional (IPHAN). Embora tenham ocorrido grandes destruições do patrimônio histórico recifense em diferentes períodos — a exemplo dos largos do Paraíso e do Corpo Santo (Pelourinho do Recife), dentre muitas construções históricas demolidas para a modernização da área central e construção de avenidas como a Guararapes e a Dantas Barreto —, a cidade barroca resiste na sua parte mais pobre e comercial.

### Gastronomia

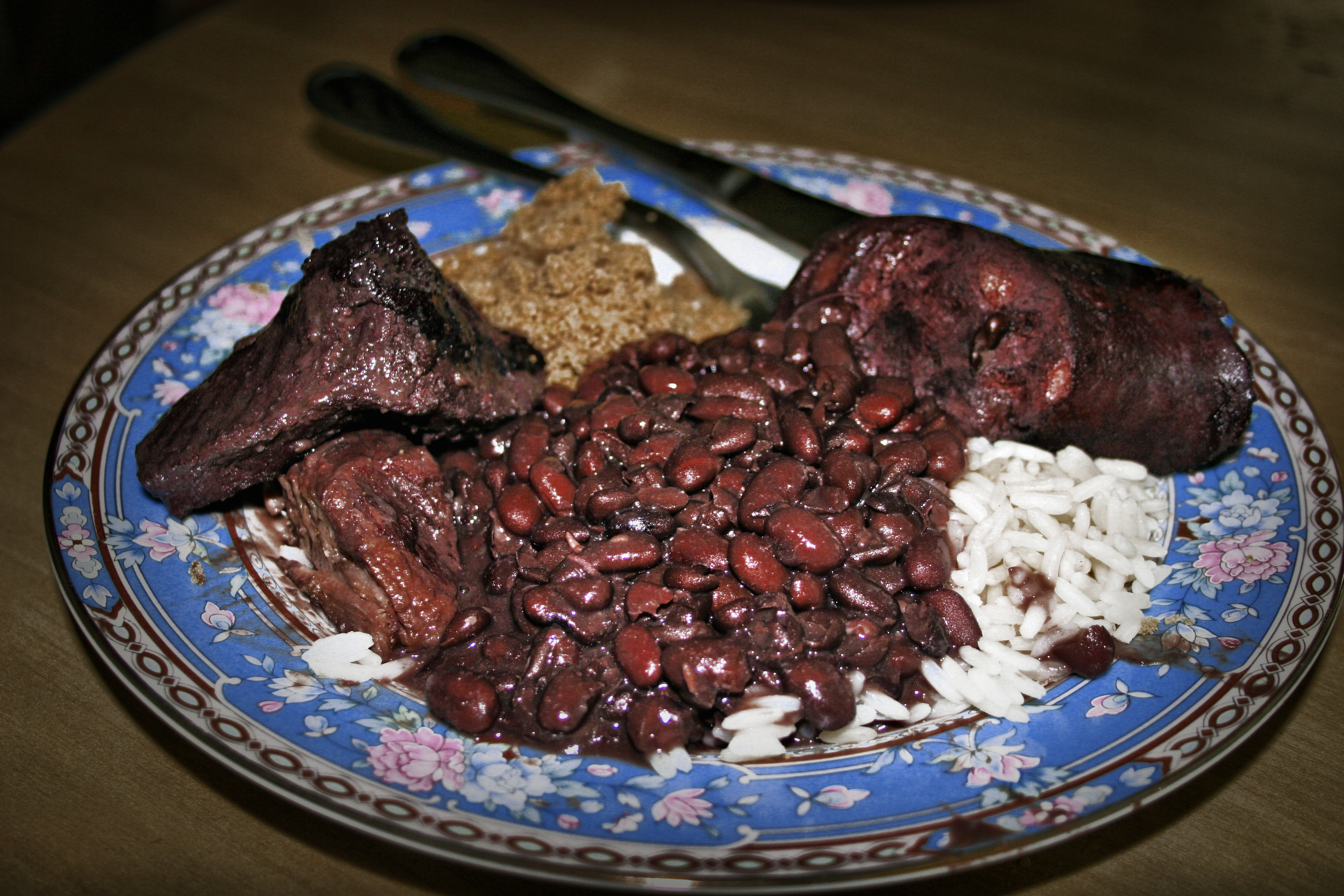
São do Recife os primeiros registros da feijoada à brasileira, o prato nacional do Brasil

O Recife é o terceiro maior polo gastronômico do Brasil, segundo a Associação Brasileira de Bares e Restaurantes (Abrasel), entre eles o Restaurante Leite, mais antigo restaurante do país. A Rua da Hora, no bairro do Espinheiro, Zona Norte, e a Rua Capitão Rebelinho, no bairro do Pina, Zona Sul, são os principais redutos gastronômicos recifenses. A cidade é também a terceira do país em número de restaurantes estrelados pelo Guia Quatro Rodas de 2013, atrás somente de São Paulo e do Rio de Janeiro. Onze estabelecimentos do município, que contam com chefs renomados e que vão da cozinha regional às cozinhas lusitana, italiana, francesa, japonesa e peruana, foram agraciados.

### Literatura
O abolicionista recifense Joaquim Nabuco escreveu Minha Formação, obra clássica da literatura brasileira. Anos mais tarde é lido, na Semana de Arte Moderna, em São Paulo, o poema Os Sapos do também recifense Manuel Bandeira, considerado o abre-alas do movimento.
Gilberto Freyre, um dos mais importantes sociólogos do século XX, representa um marco na história do Brasil devido ao seu livro Casa-Grande & Senzala, que demonstra a importância dos escravos para a formação do país e que brancos e negros são absolutamente iguais. João Cabral de Melo Neto foi o único escritor brasileiro a ser galardoado com o Prêmio Neustadt, tido como o "Nobel Americano", e quando morreu, em 1999, especulava-se que era um forte candidato ao Prêmio Nobel de Literatura.
Outro recifense, Paulo Freire, é um dos pensadores mais notáveis da história da pedagogia mundial e o mais aclamado educador crítico, e foi o brasileiro mais homenageado de todos os tempos, ganhando 41 títulos de Doutor Honoris Causa de universidades como Harvard, Cambridge e Oxford.
Nelson Rodrigues, uma das personalidades mais marcantes da cultura nacional, é considerado o maior dramaturgo do país.
Clarice Lispector, ucraniana naturalizada brasileira que escreveu clássicos como A Hora da Estrela, declarava-se pernambucana por ter vivido a maior parte de sua infância e adolescência no Recife.

### Dança e música
O Maracatu Nação, também conhecido como "Maracatu de Baque Virado", é uma manifestação cultural da música tradicional pernambucana afro-brasileira. O registro mais antigo que se tem sobre o Maracatu Nação data de 1711, mas o ano de sua origem é incerto. O que se sabe é que ele surgiu em Pernambuco e vem se transformando desde então.
Um dos maracatus mais antigos é o Maracatu Elefante, fundado em 15 de novembro de 1800 no Recife pelo escravo Manuel Santiago após sua insurreição contra a direção do Maracatu Brilhante. A escolha do elefante como nome e símbolo da agremiação deveu-se ao fato de este animal ser protegido por Oxalá, um dos muitos orixás do candomblé. Uma das peculiaridades deste maracatu é o costume de conduzir três calungas (bonecas negras) ao invés de duas como é comum aos outros maracatus. São elas: Dona Leopoldina, Dom Luís e Dona Emília, que representam os orixás Iansã, Xangô e Oxum, respectivamente. Outra característica singular do Nação Elefante é o fato de ter sido o primeiro a ser conduzido por uma matriarca, pois até então os maracatus sempre tinham sido regidos por uma figura masculina.
O Frevo, um dos principais gêneros musicais e danças do Recife e símbolo do Carnaval Recife–Olinda, caracteriza-se pelo ritmo acelerado e pelos passos que lembram a capoeira, expressão cultural que tem em Pernambuco um de seus berços. Esse gênero já revelou e influenciou grandes músicos. Antes da criação da axé music na década de 1980, o frevo era utilizado também no Carnaval de Salvador. Em cerimônia realizada na cidade de Paris, França, no ano de 2012, a UNESCO anunciou que, aprovado com unanimidade pelos votantes, o frevo foi eleito Patrimônio Cultural Imaterial da Humanidade.
Nos anos 1990 surgiu na capital pernambucana o Manguebeat, movimento da contracultura. (representado principalmente por Chico Science), que mistura ritmos regionais, como o maracatu, com rock, hip hop, funk e música eletrônica. Tem como principais críticas o abandono econômico-social do mangue e a desigualdade do Recife. Apesar de ter bases já na década de 1970 com o guitarrista Robertinho do Recife e seus álbuns "Jardim da Infância" (1977), "Robertinho no Passo" (1978) e "E Agora pra Vocês... Suingues Tropicais" (1979), o manguebeat tem como ícone o músico Chico Science, ex-vocalista, já falecido, da banda Chico Science e Nação Zumbi, que foi o idealizador do rótulo mangue e principal divulgador das ideias, ritmos e contestações do movimento. Outro grande responsável pelo crescimento do gênero foi Fred Zero Quatro, vocalista da banda Mundo Livre S/A, que criou em 1992 o primeiro manifesto sobre o ritmo, intitulado "Caranguejos com cérebro".

### Cinema

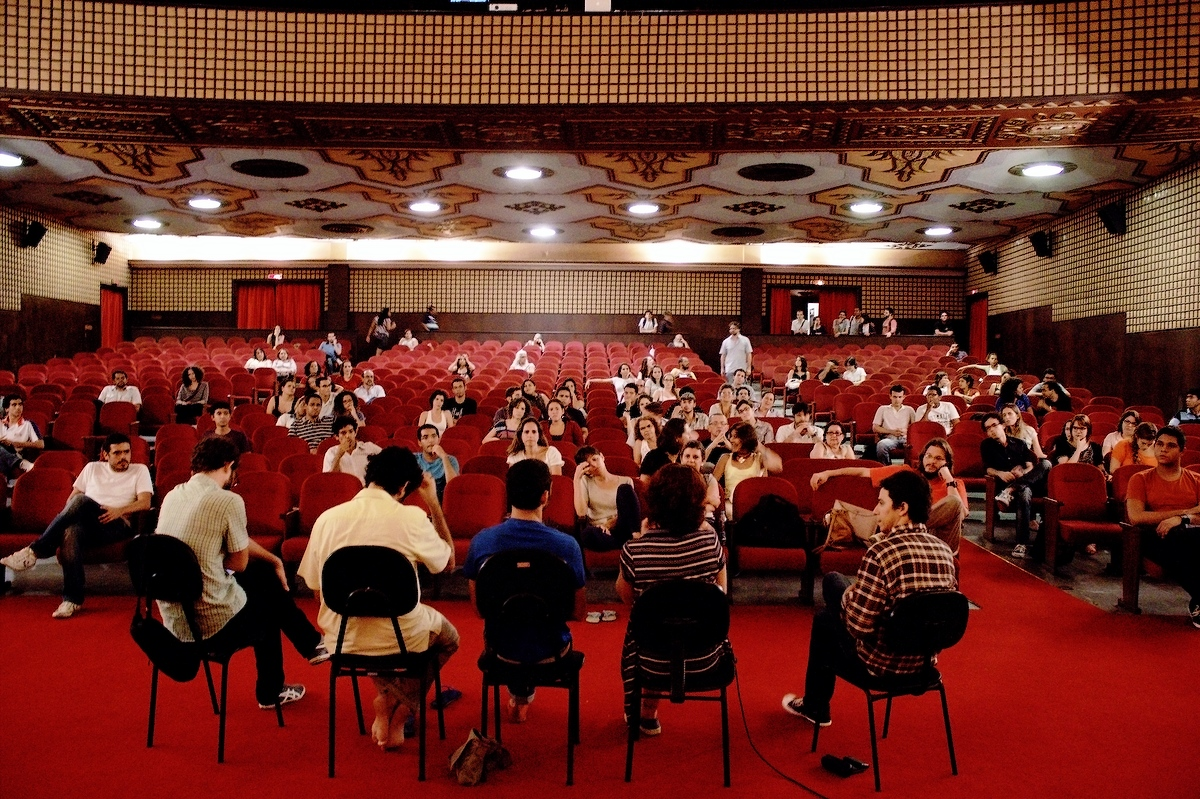
A produção cinematográfica do Recife é muito respeitada pela crítica, e recordista de premiações em diversos festivais; na foto, Cinema São Luiz

O Cinema do Recife é muito respeitado pela crítica: já recebeu vários prêmios nacionais e internacionais e é recordista de indicações e premiações em diversas edições de festivais. Filmes de cineastas e roteiristas pernambucanos como os dramas Baile Perfumado (1996), Amarelo Manga (2002), Cinema, Aspirinas e Urubus (2005), Febre do Rato (2012), O Som ao Redor (2013), Aquarius (2016), ou mesmo romances e comédias como O Auto da Compadecida (1999), Caramuru - A Invenção do Brasil (2001), Lisbela e o Prisioneiro (2003), A Máquina (2005), Fica Comigo Esta Noite (2006), O Bem Amado (2010), entre muitas outras produções, alcançaram grande projeção.
Cineastas como Marcelo Gomes, Kleber Mendonça Filho, Cláudio Assis, Heitor Dhalia, Lírio Ferreira, Gabriel Mascaro, Hilton Lacerda, Daniel Aragão, dentre outros tantos realizadores oriundos do estado, atingiram notoriedade internacional. Entre 2012 e 2013, o Recife conquistou os principais prêmios dos três maiores festivais nacionais: os filmes Era Uma Vez Eu, Verônica, de Marcelo Gomes, e Eles Voltam, de Marcelo Lordello, dividiram o Candango de Melhor Filme no Festival de Brasília; O Som ao Redor, de Kleber Mendonça Filho, conquistou o Troféu Redentor de Melhor Filme no Festival do Rio; e Tatuagem, de Hilton Lacerda, ganhou o Kikito de Melhor Filme no Festival de Gramado.

### Espaços culturais
O município abriga vários centros culturais, dentre teatros e museus, e instituições voltadas para a promoção de ações artísticas.
O Teatro de Santa Isabel é um teatro-monumento do Brasil e compõe importante conjunto arquitetônico e paisagístico na Praça da República com o Palácio do Campo das Princesas, o Palácio da Justiça e o Liceu de Pernambuco. Destaque ainda para o Gabinete Português de Leitura de Pernambuco, o Arquivo Público de Pernambuco, o Museu Franciscano de Arte Sacra, o Museu Militar do Forte do Brum, o Museu do Trem, o Museu de Arte Moderna Aloísio Magalhães, a Caixa Cultural, o Centro Cultural dos Correios, o Arquivo Histórico Judaico de Pernambuco, dentre outros.
Na cidade se localiza o mais antigo instituto histórico regional do país, o Instituto Arqueológico, Histórico e Geográfico Pernambucano, que detém o mais importante acervo sobre o Brasil Holandês. No Recife Antigo estão o Cais do Sertão, o décimo-oitavo melhor museu da América do Sul pelos usuários do site de viagens TripAdvisor, e o Paço do Frevo, inaugurado em 2014 e um dos espaços culturais mais visitados de Pernambuco. No bairro São José está o Museu da Cidade do Recife, instalado no Forte das Cinco Pontas, cujo acervo possui documentos iconográficos para preservação da história urbana e social do Recife. Na Zona Norte estão o Museu do Estado de Pernambuco, no bairro das Graças; em Casa Forte se encontra o Museu do Homem do Nordeste; em Apipucos está a Fundação Gilberto Freyre e no bairro Madalena se destaca o Museu da Abolição. Também merecem menção espaços como a Academia Pernambucana de Letras e a Fundação Joaquim Nabuco.
Há ainda mercados públicos tradicionais espalhados pelo Recife, como os mercados São José, Boa Vista, o Madalena, o Casa Amarela e Encruzilhada, que constituem importante roteiro cultural da cidade. A Casa da Cultura, maior polo de artesanato do município, é outro relevante centro de compras populares. No bairro da Várzea estão duas das atrações turísticas mais procuradas da capital pernambucana, sendo eles a Oficina Cerâmica Francisco Brennand, com um acervo com mais de duas mil peças entre esculturas e pinturas, e o Instituto Ricardo Brennand (IRB), um complexo arquitetônico em estilo medieval, composto por três prédios: Museu Castelo São João, pinacoteca e galeria, circundados por um vasto parque. O primeiro foi criado pelo artista plástico Francisco Brennand e o segundo pelo seu primo Ricardo.

### Esporte

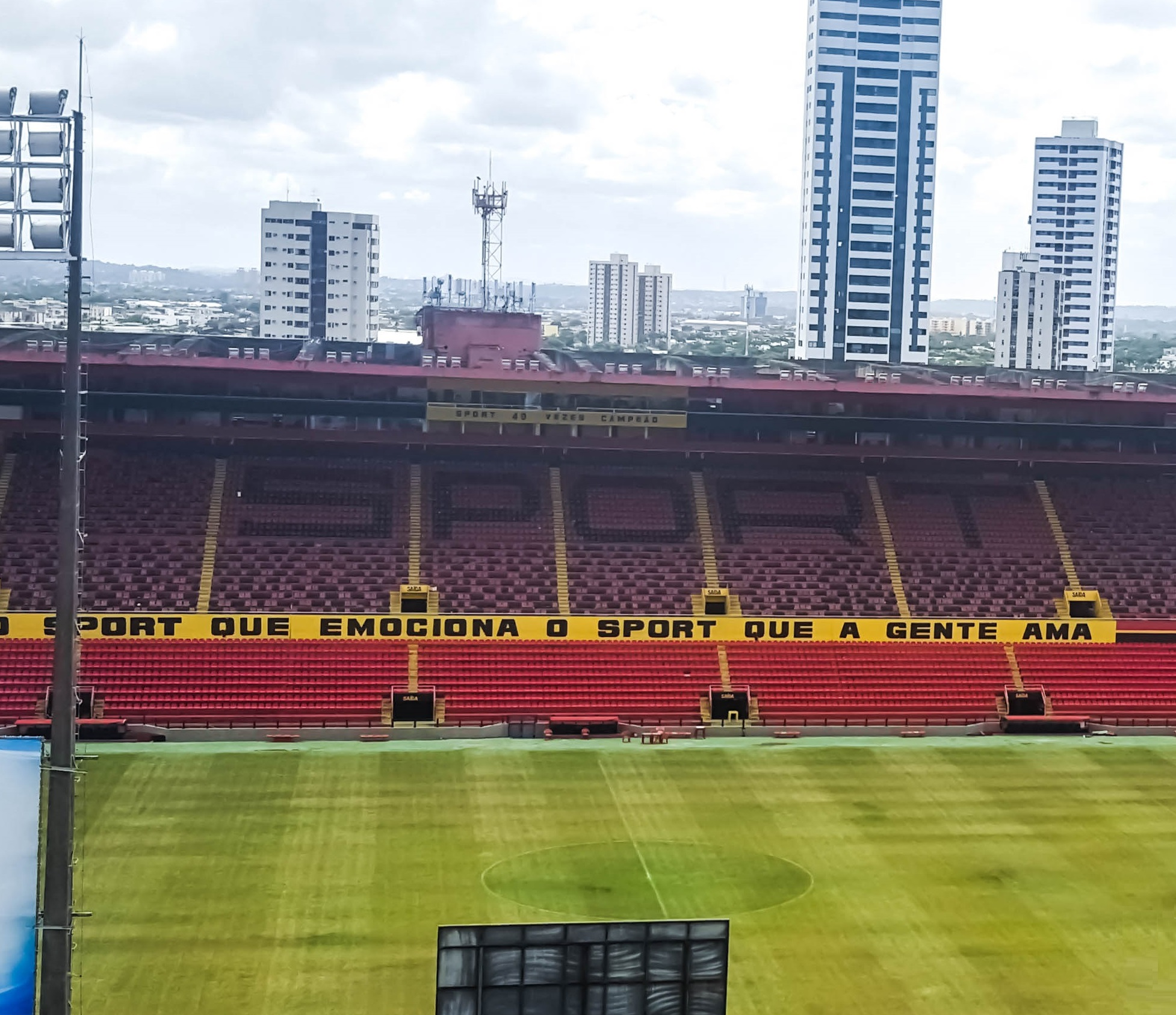
Ilha do Retiro, do Sport, uma das sedes da Copa do Mundo de 1950

O Recife foi uma das seis sedes da Copa do Mundo de 1950 (única do Norte-Nordeste), abrigando uma partida no Estádio da Ilha do Retiro entre Chile e Estados Unidos, com vitória dos chilenos por 5 a 2. O Recife também foi uma das doze sedes da Copa do Mundo de 2014.
O Campeonato Pernambucano de Futebol, um dos principais torneios estaduais do país, é disputado desde 1915, tendo como campeão sempre um time da capital, com exceção de 2020, que foi conquistado pela primeira vez por um time do interior, o Salgueiro Atlético Clube, da cidade de Salgueiro, no sertão. Os principais times da cidade por número de títulos estaduais são o Sport Club do Recife, o Santa Cruz Futebol Clube e o Clube Náutico Capibaribe. Outros clubes esportivos importantes no município são o Clube Português e o América Futebol Clube.

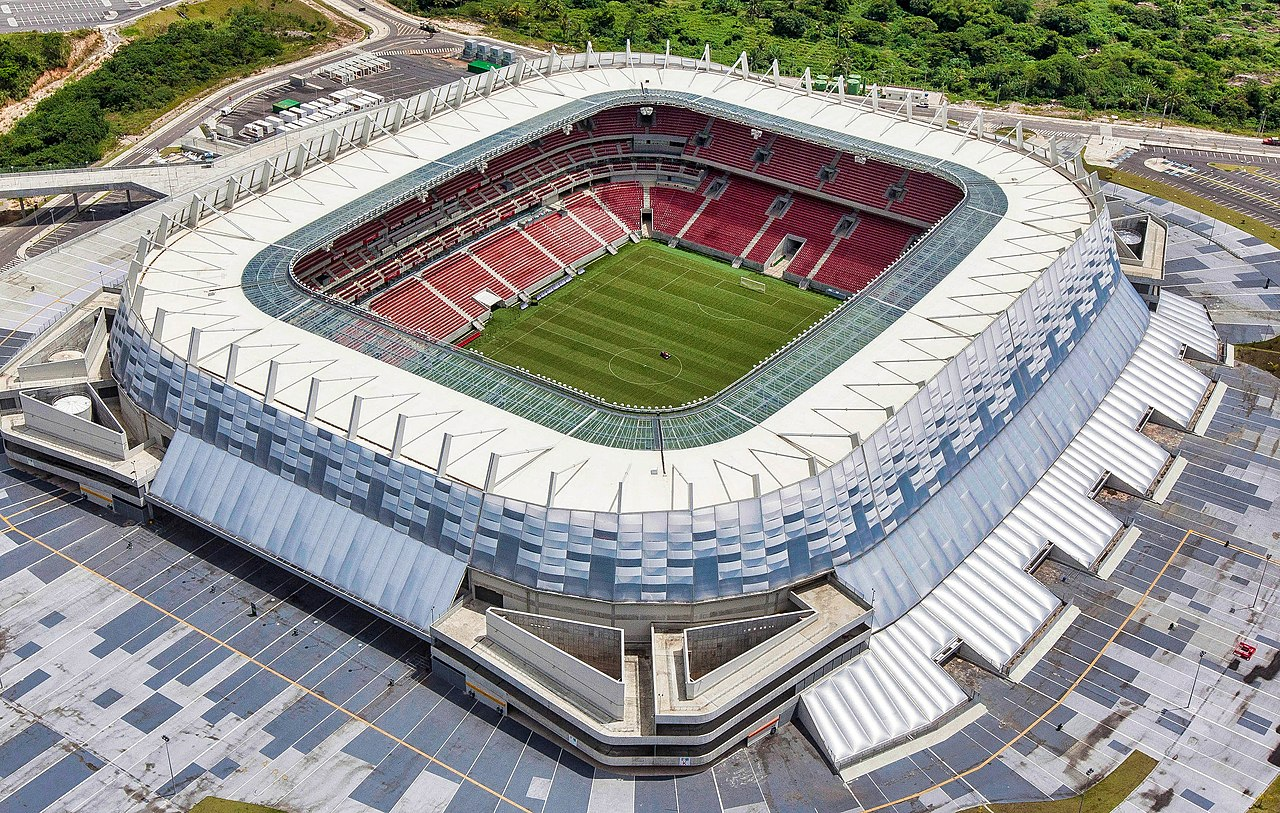
O Náutico é o mandante da Arena de Pernambuco, estádio construído para a Copa do Mundo em 2014, e é proprietário do Estádio dos Aflitos

Os maiores times do Recife possuem estádios próprios. O maior estádio construído é o Estádio do Arruda, pertencente ao Santa Cruz. Destaque ainda para o Estádio Ilha do Retiro, pertencente ao Sport, e para o Estádio dos Aflitos, que pertence ao Náutico, sendo que o Náutico mandava os seus jogos na Arena de Pernambuco, um novo e moderno estádio construído em São Lourenço da Mata, na Região Metropolitana do Recife, para a Copa das Confederações de 2013 e para a Copa do Mundo FIFA de 2014, tendo em seu entorno a Cidade da Copa, primeira cidade inteligente da América Latina. Os quatro estádios da metrópole pernambucana estão entre os cinquenta maiores do Brasil.
Graças aos clubes locais, Pernambuco é também o estado do Norte-Nordeste que mais se destaca em outras modalidades esportivas: é o segundo estado brasileiro em número de títulos nacionais de hóquei, tanto no campeonato masculino quanto no feminino, atrás somente de São Paulo, e o Sport Club do Recife é um dos dois únicos clubes brasileiros a conquistar um Campeonato Sul-Americano de Hóquei; e é o único estado fora do Centro-Sul com títulos Brasileiro e Sul-Americano de basquete, obtidos pela equipe feminina do Sport entre 2013 e 2014.